# ルアー
ルアー（lure）は、いわゆる「擬似餌」のこと。ルアーを用いた釣りのことを「ルアーフィッシング」と呼び、ゲームフィッシングとして世界中で親しまれている。ルアーには、大きく分けて「ハードルアー」と「ソフトルアー」がある。ハードルアーとは木やプラスチック製の、硬い素材で製造されたルアーの総称。またソフトルアーは、プラスチックやラバーなどの、柔らかい素材で製造されたルアーの総称。

## 概説
ハードルアーは、それまで木材や金属などを材料に手工業的に生産されていたが、樹脂によるインジェクション（射出）成形技術が確立したことによってプラスチック製のルアーが普及した。またインジェクション成形は中空構造を可能とし、ラトルのように音を発したり、ウエイトを可動式にしたり（重心移動）などの機能を盛り込むことによって多様で高性能なルアーが多く誕生した。
一方、ソフトルアーは豚の皮（ポークリンド）や動物の毛（フェザー）などを材料に作られていたが、ラバー、シリコン、ポリ塩化ビニルなどの登場により多様化した。シリコンやボリ塩化ビニルなどの軟質樹脂は可塑性が高く、流し込み成形や射出成形などの成形技術によって複雑な形状を実現した。近年では、塩やアミノ酸を含有させ本物の餌のようにし、よりターゲットにアピールできるソフトルアーも登場している。

## 歴史
ルアーという言葉は、研究社『英和大辞典』によれば、その語源は1300年ごろである。ルアー自体が本来は漁具として世界各地で発明されたものであるが、研究者ではない一般の釣り人による外国語古典文献の解読はほぼ不可能である。現代英語の範囲内で、かつアメリカ、イギリス主体のごく最近の資料ではスポーツフィッシング（遊漁）におけるルアーとしては、1800年代イギリスのデヴォン系ルアーが有名である。それ以前にも、ルアーと呼べるような物は存在しているが、正確な資料を解読するには、ヨーロッパ地域で混在しながら複雑に変化した1700年前後のゲルマン系古典言語による原著の読解が不可欠である。
日本においても1700年前後の時代で、すでに漁に用いられた餌木（えぎ）や角（つの）などが存在し、日本固有のルアーの元祖として挙げられるが、その古文書の解読に期待が寄せられている。ブラックバスフィッシングをきっかけに広まり、現在は渓流や管理釣り場のトラウト類、小河川や池沼のナマズや雷魚、ソルトウォーター（海または汽水域）でのシーバス、そしてシイラ・カツオ・マグロなどの超大型魚なども対象となる。

## ハードルアー
ハードベイトとも呼ばれる。プラスチックや木、金属など硬質の素材を様々な形に加工し、針を取り付けたルアーの総称である。以下のような種類が存在する。ただし、以下のどれにも分類できなかったり、2つタイプの中間のような独創的なハードルアーも多くなってきている。

### プラグ
木またはプラスチック製で、初期のデボンルアーのようにセルロイド製の立体的なボディを持つハードルアー。浮力が高く基本的に水に浮くが、おもりを内蔵して沈む物もある。初期は木製がほとんどだったプラグだが、現在は安く大量生産が可能なプラスチック製が主流となっている。しかし、少数ながら木製のプラグも生産され続け、根強い人気がある。
ミノー (Minnow)
最も一般的な小魚の姿をしたルアー。魚の口に当たる部分にリップと呼ばれるプラスチックを含む樹脂製の舌状部品が付いている。ルアーを引くとこれが水の抵抗を受けて、左右に体を振動させながら浅く潜水する。ほとんどが水に浮くフローティングタイプだが、水中で停止するサスペンドタイプや、水に沈むシンキングタイプもある。
クランクベイト (Crankbait)
丸みを帯びたミノーのような形状のルアー。ミノーに比べてずっと大きなリップを持つ。リップが体側方向に沿って長くまっすぐなほど深く潜ることが出来る。狙う水深によって、シャロークランク（約0-1m）、ミドルクランク（約1-3m）、ディープクランク（約3-5m以上）と分類できる。ミノー同様、多くが水に浮くフローティングタイプだが、ごく少数、サスペンドタイプも存在する。
シャッド (Shad)
シャッドとはアメリカの湖にいるニシン科の小魚で、バスの主食となる小魚のこと。この小魚をイメージして作られたのがシャッドプラグである。サイズは小型プラグがメインでリップが長いのが特長。動きは、トゥイッチ(竿先を細かく振動させるように動かすこと)によって不規則な動きになる。フローティングとサスペンドタイプがある。
リップレスクランク／バイブレーション
横から見ると平行四辺形の魚の姿で、左右からつぶされたような薄いボディになっている。他のプラグでは口付近にあるアイ（糸を結ぶ輪）が頭頂部にあり、結果クランクベイトのようにかなり下を向いた姿勢で泳ぐ。プラグの中では唯一水に対してかなりの比重があり、着水と同時に素早く沈んでいく。ルアーを引くと、バイブレーションの名の通り激しく体を振動させながら浮上してくる。振動によって、内蔵されたラトルが金属音を出すものや、ラトルが無いサイレントタイプがある。リップがなく水の抵抗が少ないうえに比較的重量があり、ルアーを飛ばす際、かなりの飛距離がでる。
ペンシルベイト
棒状のボディに針が付いただけのようなシンプルなルアー。棒状といっても、ボディラインが卵に近い形のもの、本物の魚のようなものなど様々。内蔵ウェイトの位置と重さで、浮いたときの角度がほぼ水平から垂直まである。特別な機能は持たず、糸を巻くだけでは何もしてくれないので、ロッドアクション（竿の振り）によって数パターンの決まった動きをさせる。頭を左右へ交互に振るドッグウォーク。水面を左右に滑るように動かすスケーティング、水鳥のように頭から水中につっこむダイビングなどのアクションがある。また、ペンシルベイトはウォーキング・ザ・ドッグとスキーイングに分けることが出来る。ウォーキング・ザ・ドッグは直立し、スキーイングは斜め立ちする。
ポッパー
大きく口を開けた魚の姿をしている。糸を瞬間的に強く引くと、勢いよく顔を水中に突っ込み、そのときにカップ状に開いた口が空気を巻き込んでコポンと音が出る。この音を英語では pop と表現し、popper の名前が付いた。製品によってこの音や、飛沫の飛び方が微妙に異なる。水面で捕食中の小魚をモチーフにしているらしい。アクション時の移動距離を抑える目的で、後ろのフックにスカートや羽根飾りが付く場合が多い。
スウィッシャー / スイッシャー
ペンシルベイトのような棒状のルアー本体の前後に、1枚ないし2枚の金属製のプロペラを持つ。プロペラが1枚だとシングルスイッシャーと呼び、2枚だとダブルスイッシャーと呼ぶ。ルアーを引くと水流でプロペラが回転し、その音や波、プロペラのきらめきなどで魚にアピールする。ダブルスウィッシャーの中には前後のプロペラの回転を時計回りと反時計回りにし本体が回転しない様に工夫したルアーもある。自分好みに改造できるよう、様々な形状のプロペラが売られている。
ノイジー
ボディに装備するなんらかの仕組みで騒々しく音を出したり、暴れるように激しくアクションをして魚を誘うルアーの総称。後述のバズベイトもノイジーに分類される。水面に落ちて暴れる小動物や昆虫をモチーフにしたものが多い。基本的にはただ糸を巻くだけで勝手にアクションをしてくれるので、初心者向きと言われる。また夜釣りでは定番のルアーとされる。アクションをする仕組みはメーカー各社がそれぞれに考案するため、特に決まった形態がなく、ゼンマイ仕掛けで振動するなどかなり奇抜なものもある。よく知られる代表的なルアーにはクレイジークローラーやジッターバグがある。
ダーター
一般的には下あごが突き出したポッパーのような外見をしている。トップウォーターでありながら、下あごが水流を受けてリップの役目をし、ミノーのように浅く潜ることができる。潜る時に水を巻き込んでゴボッと音を出すものが多い。ポッパーとミノーの中間のようなルアー。製品によって形状の違いが大きい上に、使用方法さえ曖昧なため、表舞台に立つことの少ないコアなルアーとなっている。
フロッグ
ボディはゴムのような柔らかい素材で、カエルやネズミを模している。尻部分に脚パーツやラバースカートが付属するものが多い。中空または固形になっていて軽く、水に浮く。針はボディ表面にぴったり沿うような作りになっており突出しないために、きわめて根がかりしにくい。柔らかなフロッグの場合、捕食魚が噛みつくと樹脂製の柔らかいボディーから針がむき出しになってフッキングする。特別なアクションはせず、水面を泳ぐカエルやネズミをイメージして動かす。葦の中やリリーパッド（スイレンの葉）など、ほかのルアーでは必ず根がかりするような茂った場所で威力を発揮する。ただし、その針の形状はライギョやナマズ向けで、ブラックバスに対しては少々フッキングしにくいという欠点がある（ブラックバス専用に針の形を工夫したフロッグも開発されている）。
ビッグベイト / マグナムベイト
ルアーの中でもとりわけ大きいものがこう呼ばれる。魚を模したルアーで材質は浮力の高い木製のものと、素材の軟らかいプラスチック製のものがある。

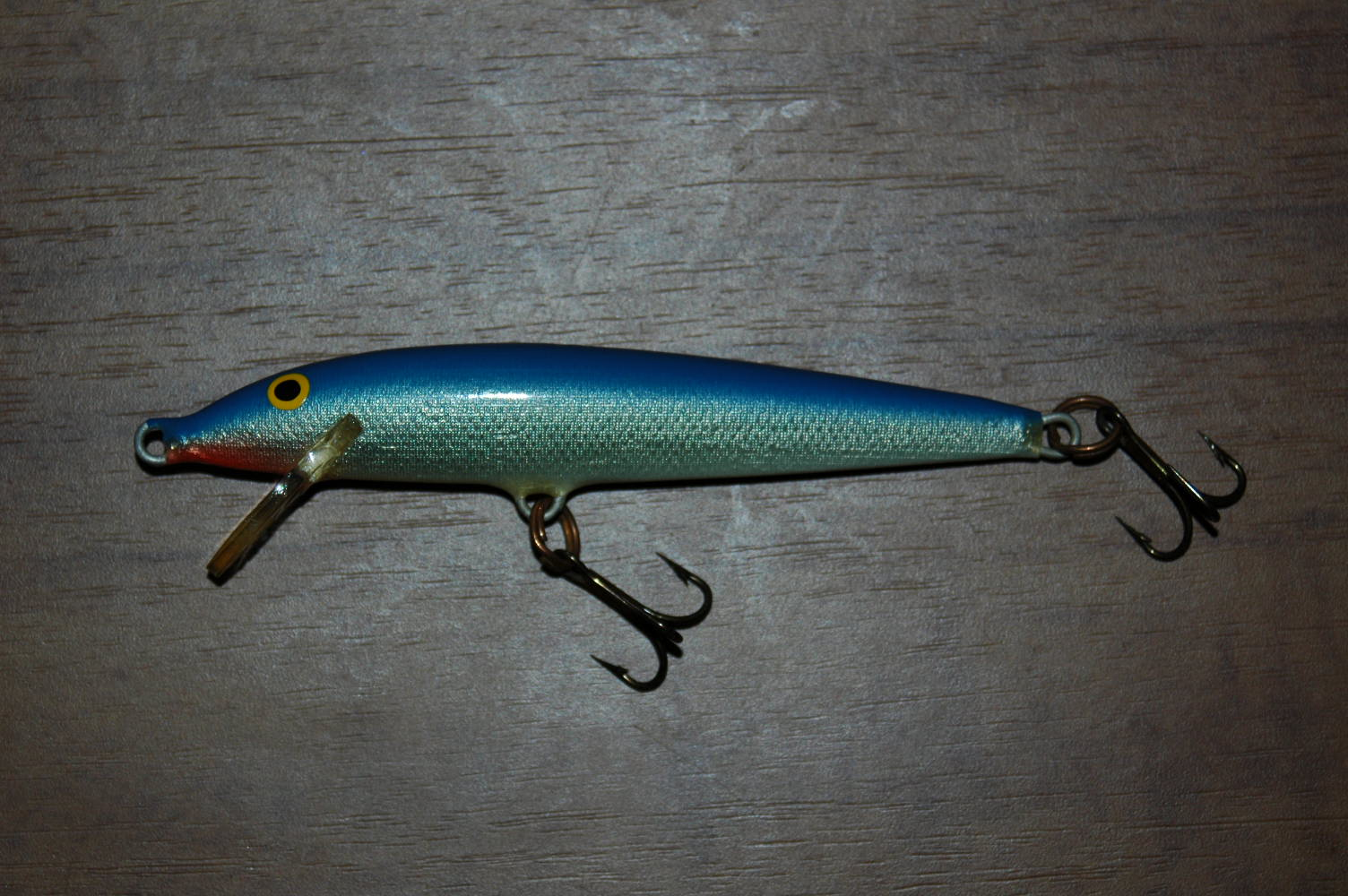
ミノー
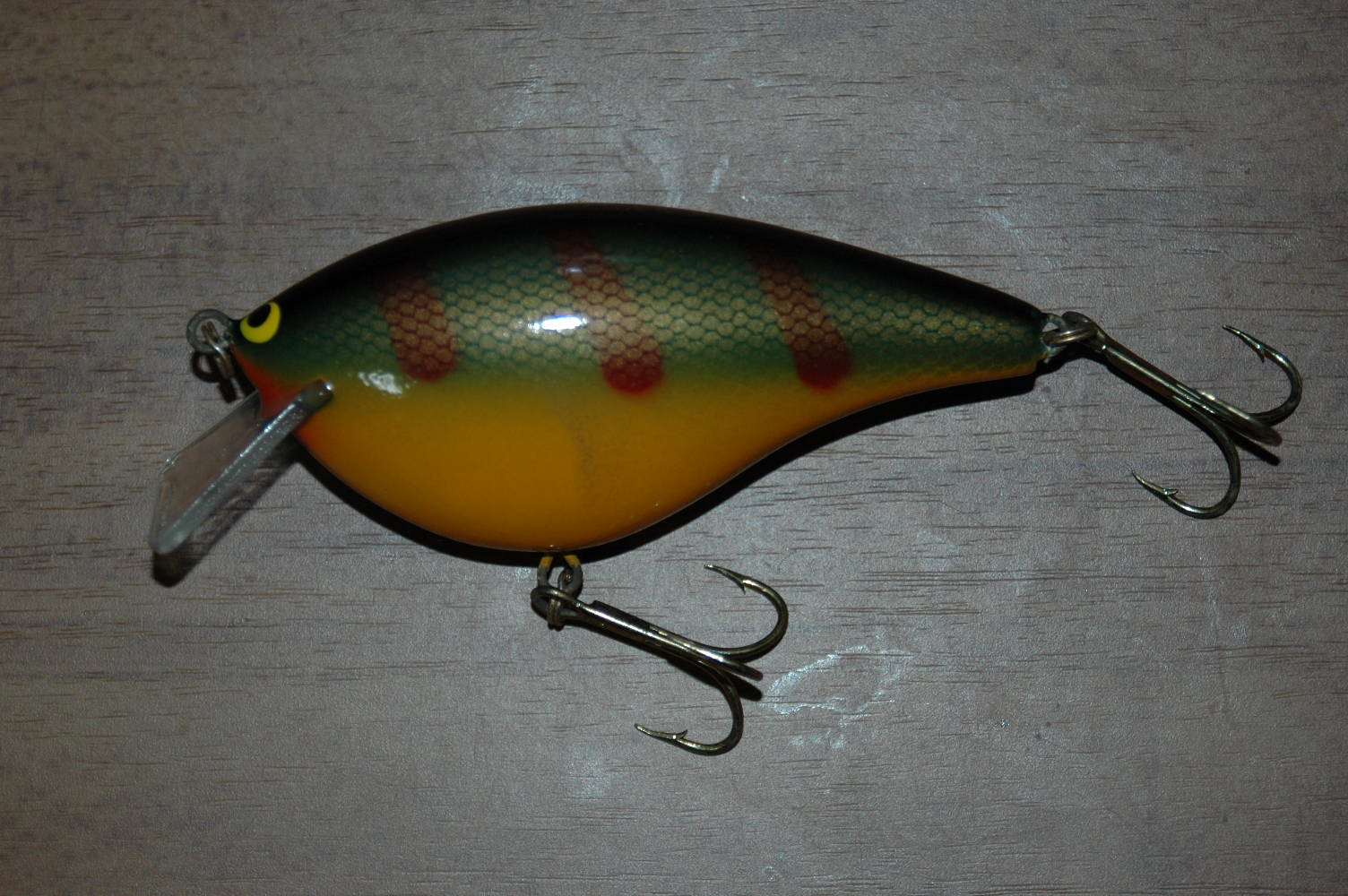
クランクベイト
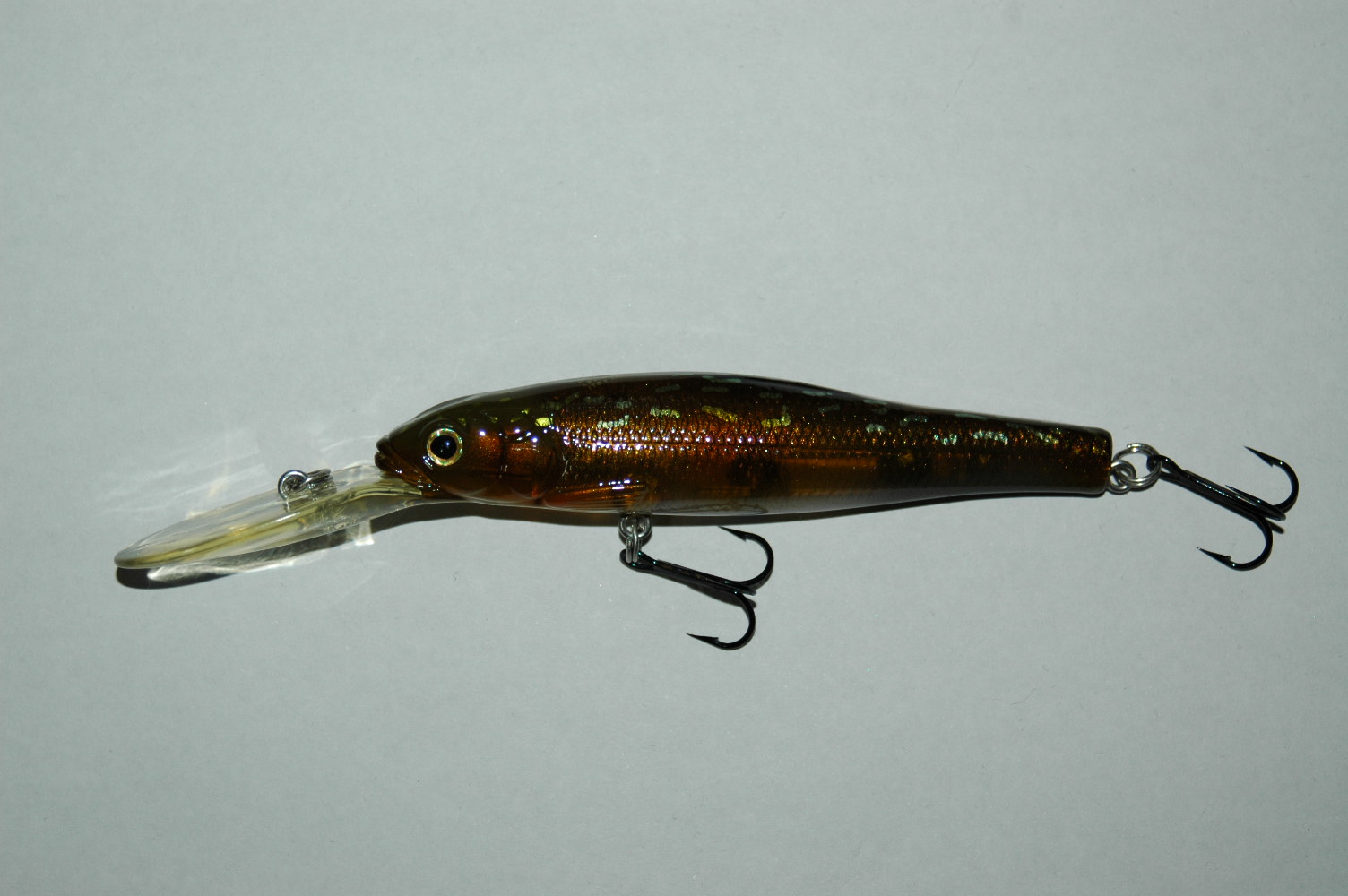
シャッド
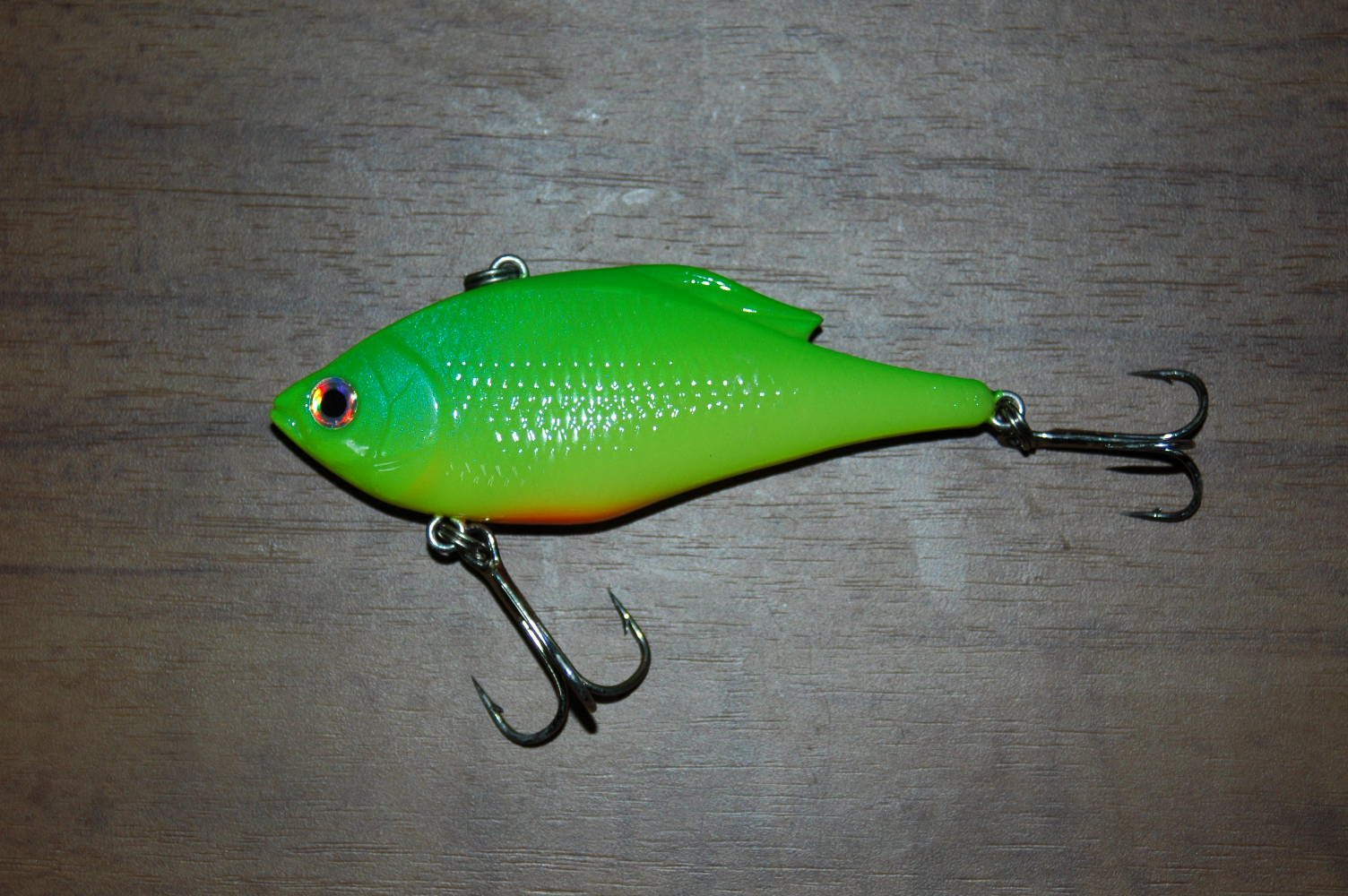
バイブレーション
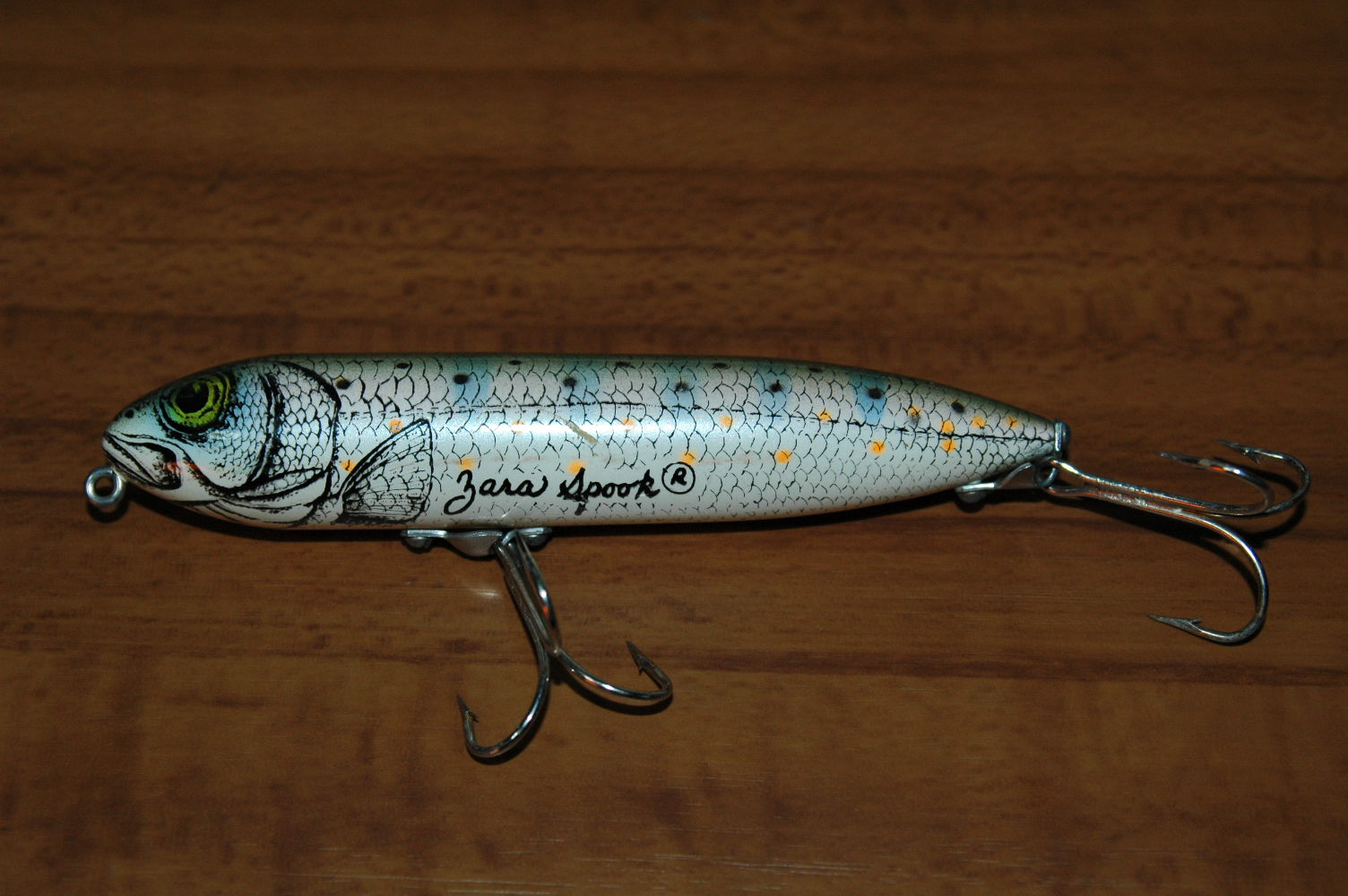
ペンシルベイト
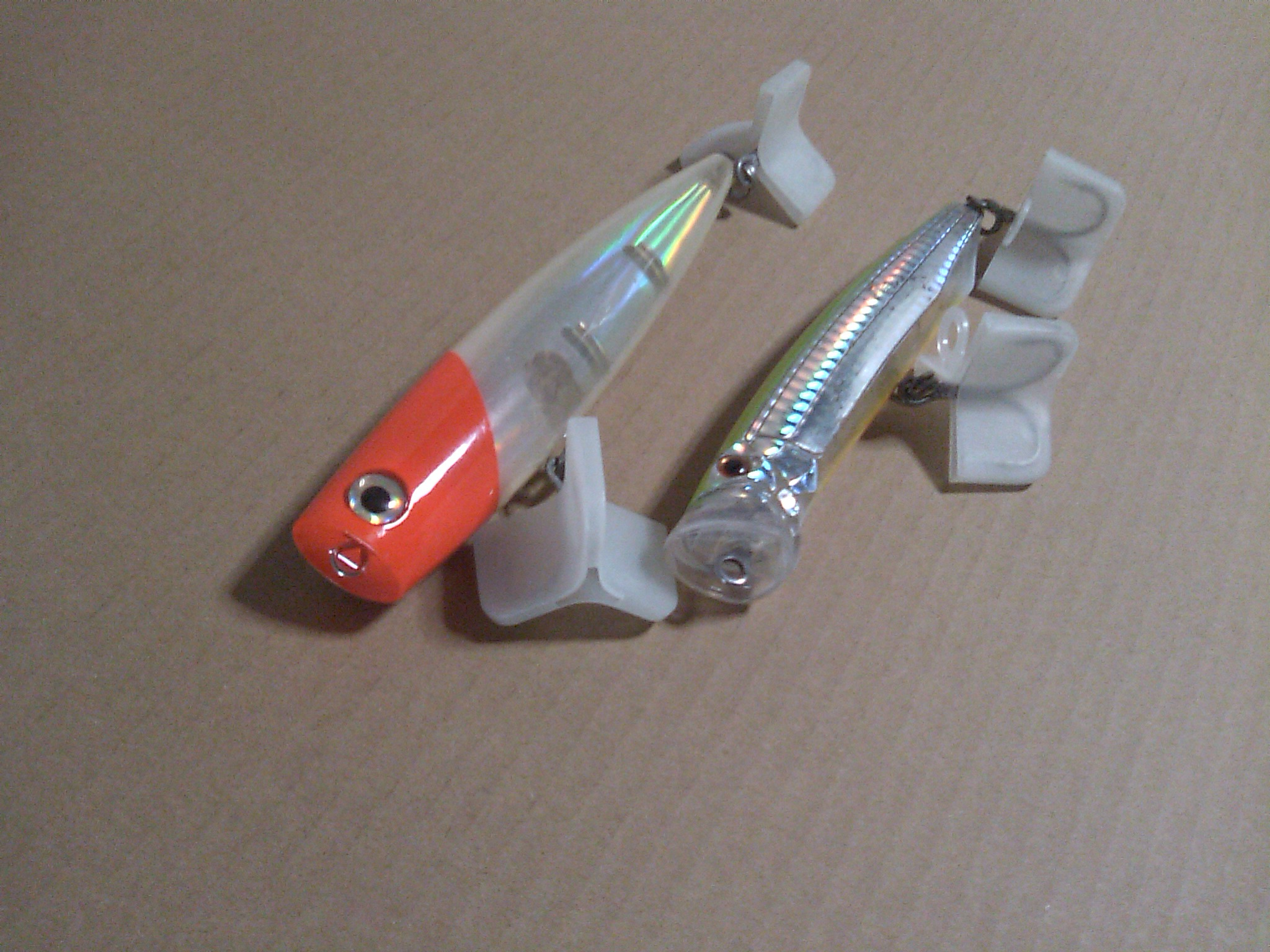
ポッパー
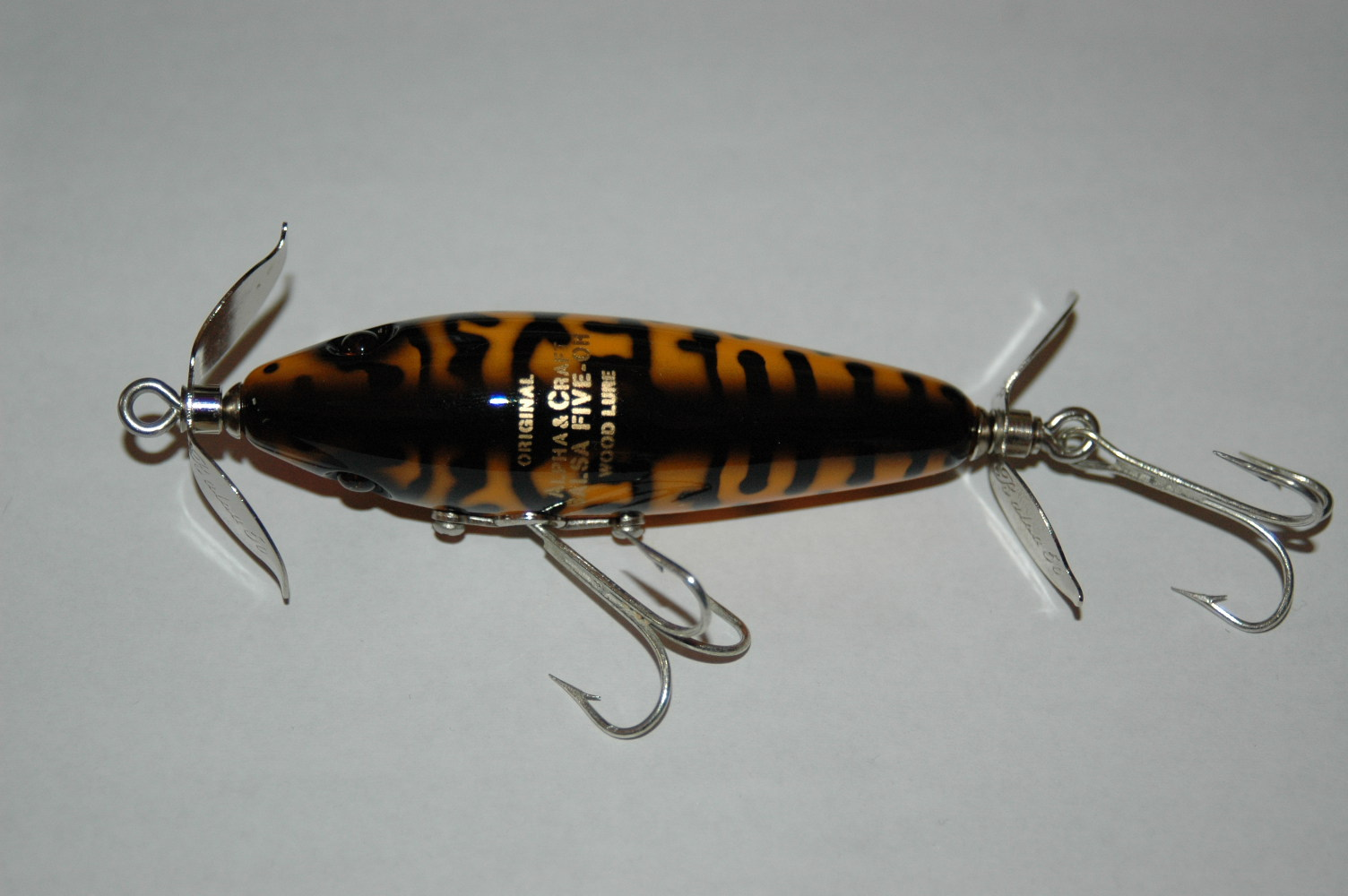
スウィッシャー
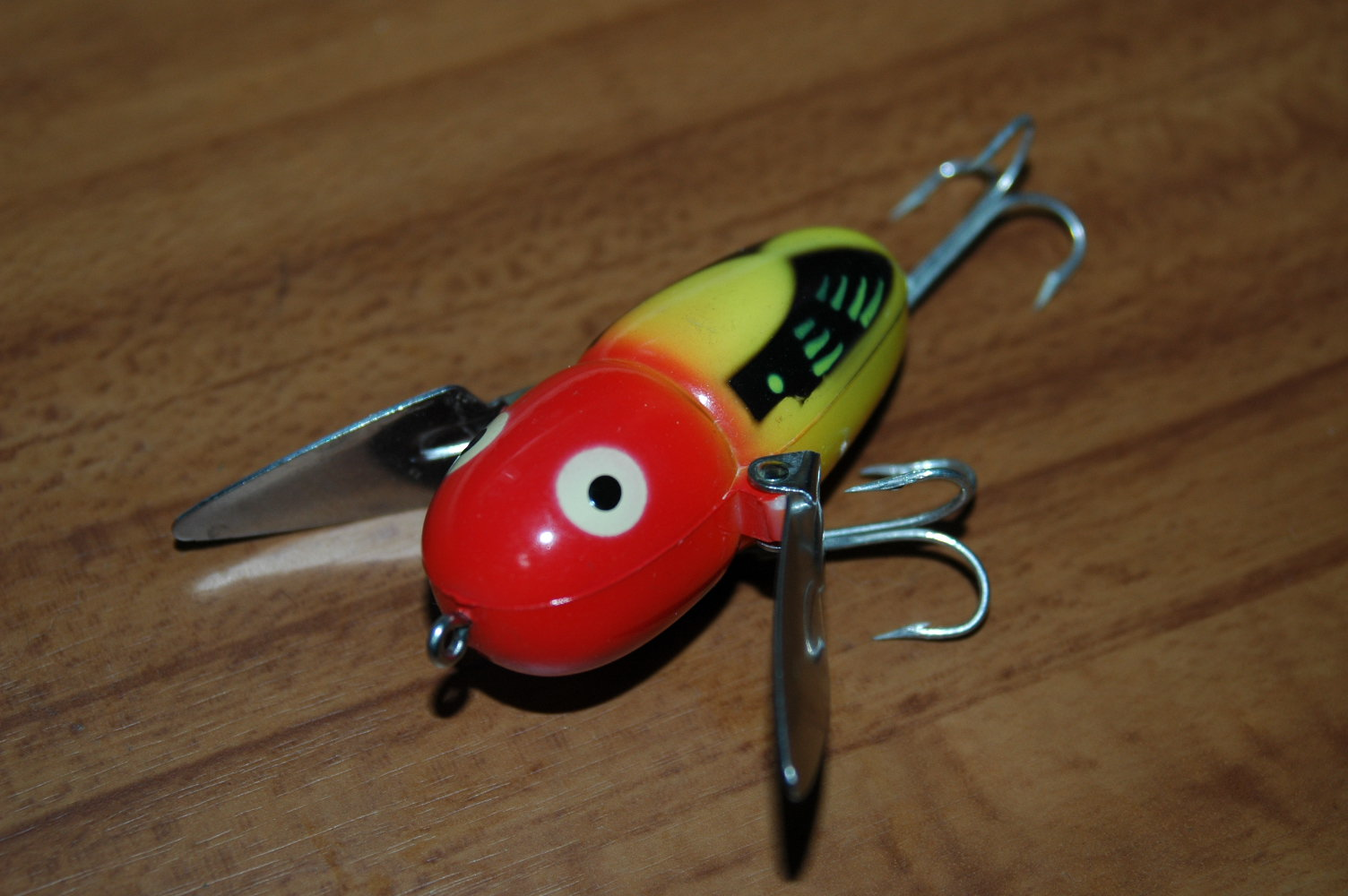
ノイジー（クレイジークローラー）
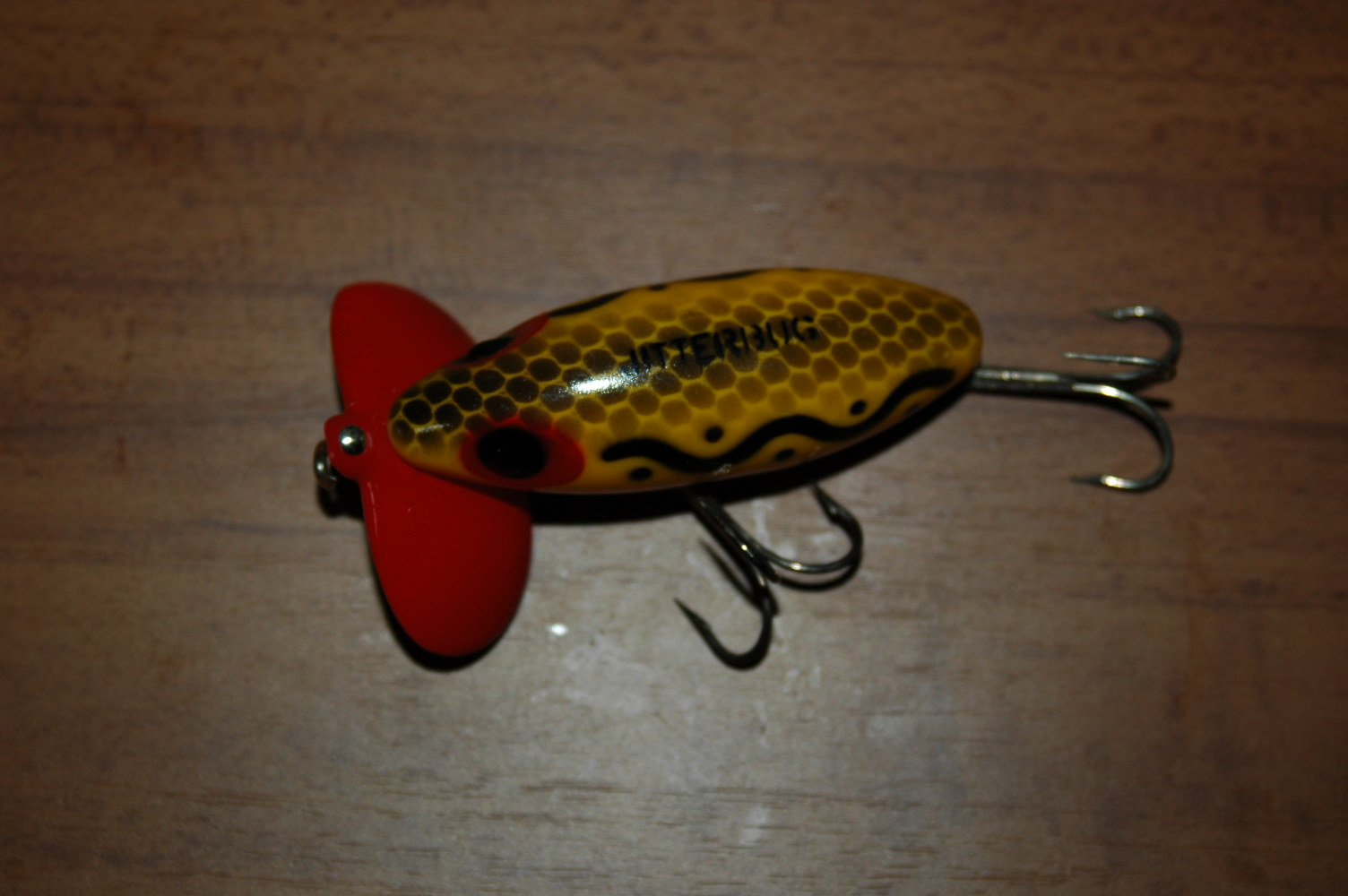
ノイジー（ジッターバグ）
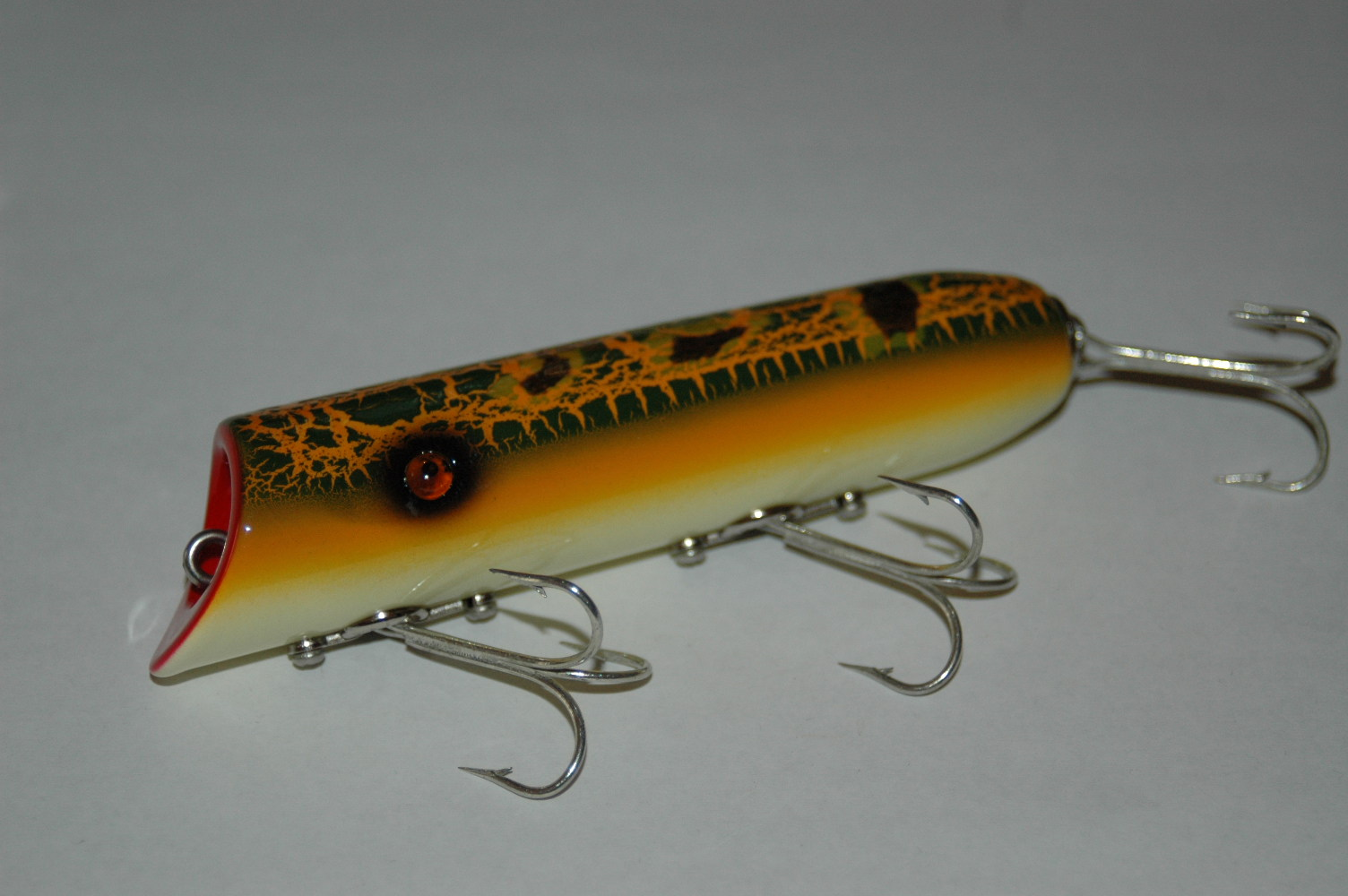
ダーター
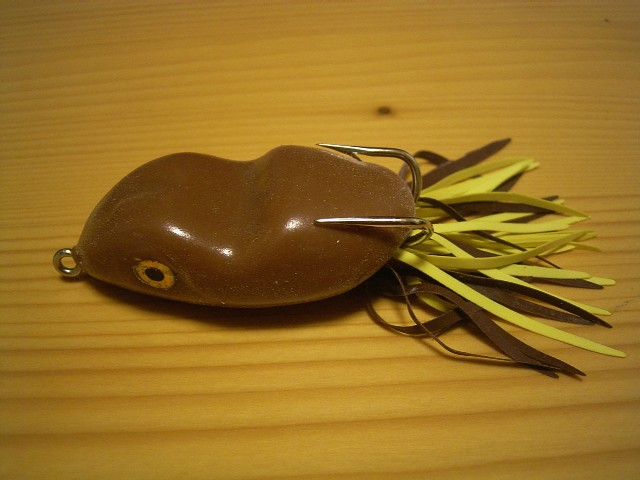
フロッグ

### ワイヤーベイト
スピナーベイト (Spinnerbait)
数匹で泳ぐ小魚の群れをモチーフにしたルアー。スピナーをさらに改良し、本体（針がついている部分）と、回転するブレードが分離されたものもある。ラバージグの頭から、くの字型の針金が出ており、その先に1枚ないし2枚の金属製のブレードをもっている。ルアーを引くとブレードが水流を受けて回転し、その振動ときらめきで魚を誘う。スピナーベイトの特徴であるブレードには、細長く柳葉のような形をしたウィローリーフ、円に近いコロラドなど数種類の形状がある。糸を結ぶのはくの字の針金の折れている部分。ボリュームアップのために、ラバージグ同様に針にワームを絡める場合がある。一目見ても魚が食いつきそうな形はしておらず、初心者には敬遠されがちだが、実際は極めて汎用性が高く、特にアクションをしなくても糸を引きさえすれば勝手に魚を誘い、根がかりしにくく、比較的大きめの魚が釣れることから愛用する人は多い。
バズベイト
トップウォータールアーとしては例外的に水に浮かず、引いていないとすぐに沈んでしまう。ノイジーの1種で、ほとんどはスピナーベイトのブレード部分をプロペラに置き換えた形状で、ラバージグに似た頭から出たワイヤーの先端に、金属製の大きなプロペラが付く。スピナーのブレードをプロペラに交換した形状のインラインタイプと呼ばれるバズベイトも少数ある。基本的にはルアーが着水してから自分の手元に戻るまで、沈まないように引き続けるのが一般的。プロペラが水上に頭を出すように引く速度を調節する。ルアーが引かれると水流でプロペラが回転し、バラバラと甲虫の羽音に似た騒音を出しながら、飛沫を上げて水面を撹拌する。

### その他（スプーン・ジグ・ブレードベイトなど）
針そのもの、ワイヤーやおもりなど金属パーツからなる細身の本体に、ラバースカートやブレードなどの飾りが付く。
スプーン
食器のスプーンから柄を取り去った様な形状のルアー。細い楕円形の金属板の両端に小さな穴が開いており、片方には糸を結び、もう片方にはフックが付く。主に内水面の釣りに使用する。トラウトフィッシング（特に管理釣り場）やキャスティング、レイクトローリングなどで使用する。
メタルジグ
金属の塊を柳葉形に整形し、魚に似せて簡単な装飾を施したルアー。ボディの両端にアイがあり、片方にフックがつき、片方に糸を結ぶ。全体を金属で作成するため大きさの割りに重量があり、遠投若しくはタナの深いところにいる魚を狙うために使用するケースが多い。
ラバージグ
ジグヘッドと呼ばれるおもりの融合した太い針に、ラバースカートを装着してボリュームアップさせたルアー。単体でも使えるが、多くの場合針にワームを絡めて使う。針とおもりそのものなのでどの製品も大差ないが、頭のおもりの形状や重量、スカートの色にバリエーションがある。プラスチックのブラシが針先をガードしているものも多く、根掛かりを回避する能力が高い。水底まで沈ませてからザリガニや昆虫をイメージして動かす。ブラックバスフィッシングで人気のルアーの一つである。
フェザージグ
スピナー
直線形の針金にビーズとブレードを通し、後端にトリプルフックを取り付けたルアー。スプーンを元に改良したもので、本体に回転するブレードが付いているためにこの名称となった。フックにはスカートや羽根飾りが付くことが多く、外見はブレード付きフライといった感じである。クルクルとブレードを回転させて泳ぐ姿は、小さな甲殻類や水生昆虫のような雰囲気で、ただ引いているだけでブレードが回転し、魚に対して興味を引かせることができる。
スピンテールジグ
テールスピンジグとも呼ばれる。バイブレーションと似た形状の金属製ヘッドの後ろに回転するブレードを取り付けたもの。
ブレーデッドジグ
ラバージグの派生。ジグのアイの部分に主に六角形のブレードが付いている。ブレードには金属のものが一般的だが硬化プラスチックのものもある。主に針の部分にストレートワームを絡めて使用する。このジグは巻いたりリフト＆フォールで使用する。日本国内においては元祖となる製品名「チャターベイト」として有名になった。

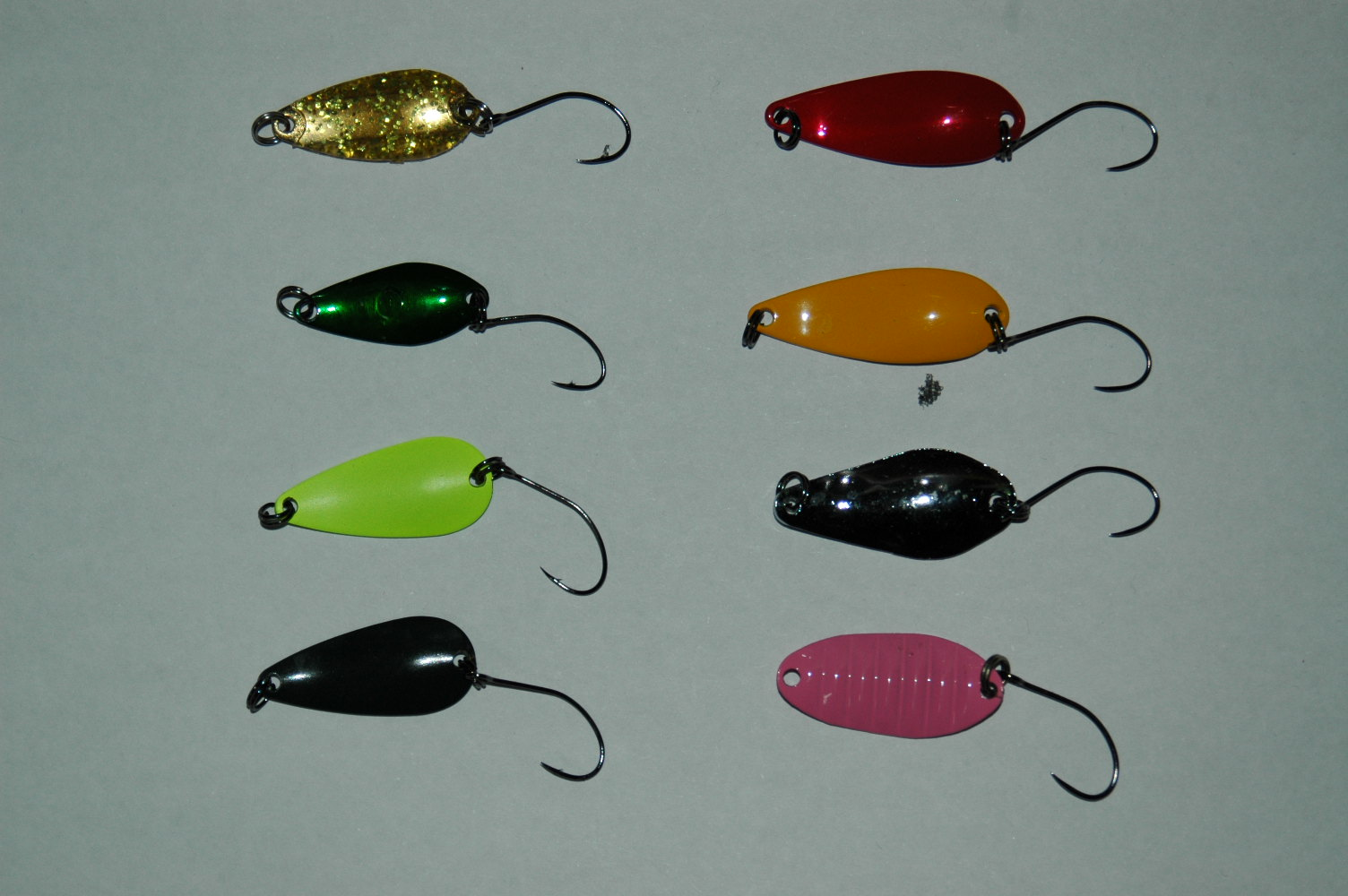
スプーン
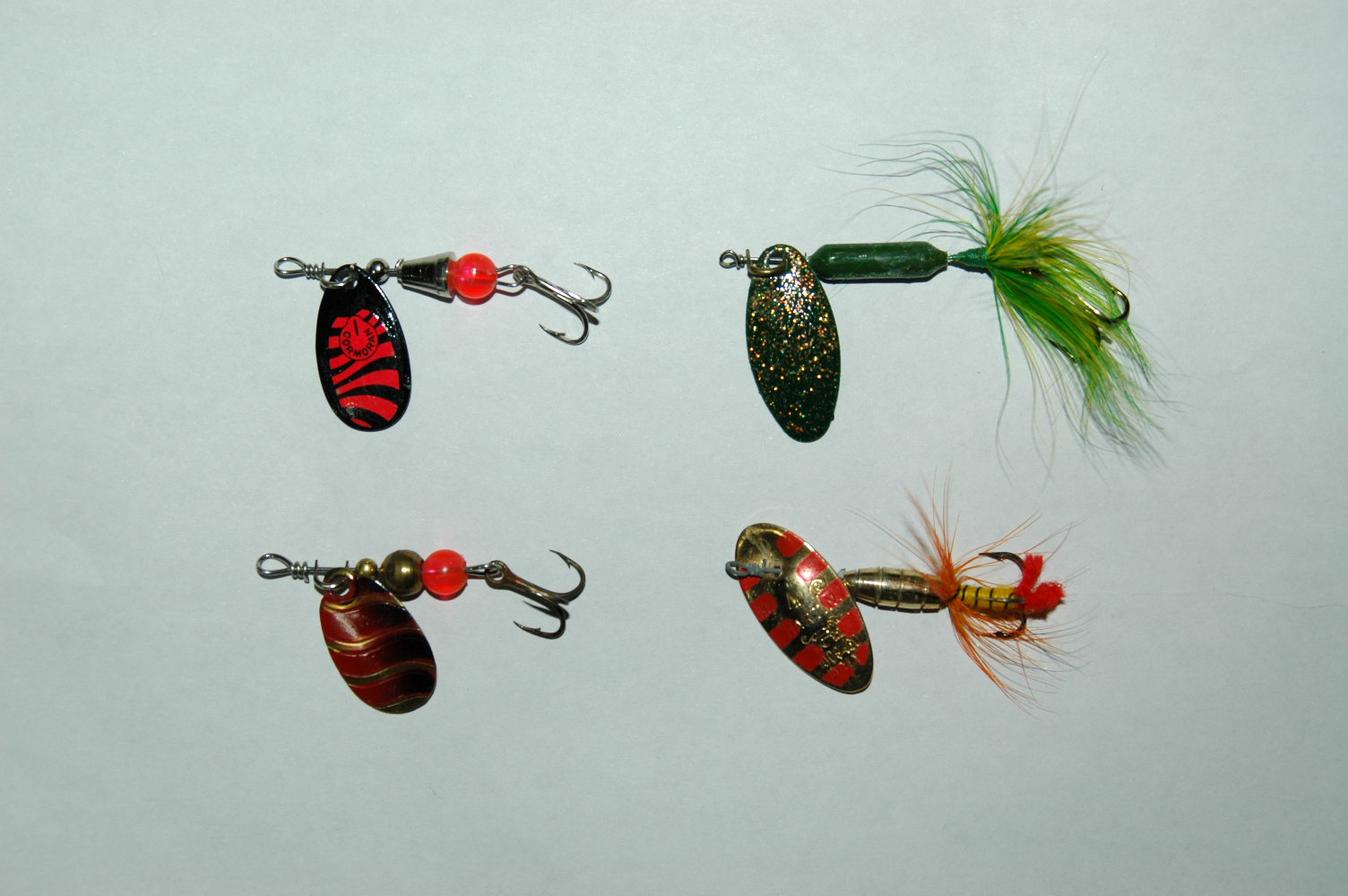
スピナー
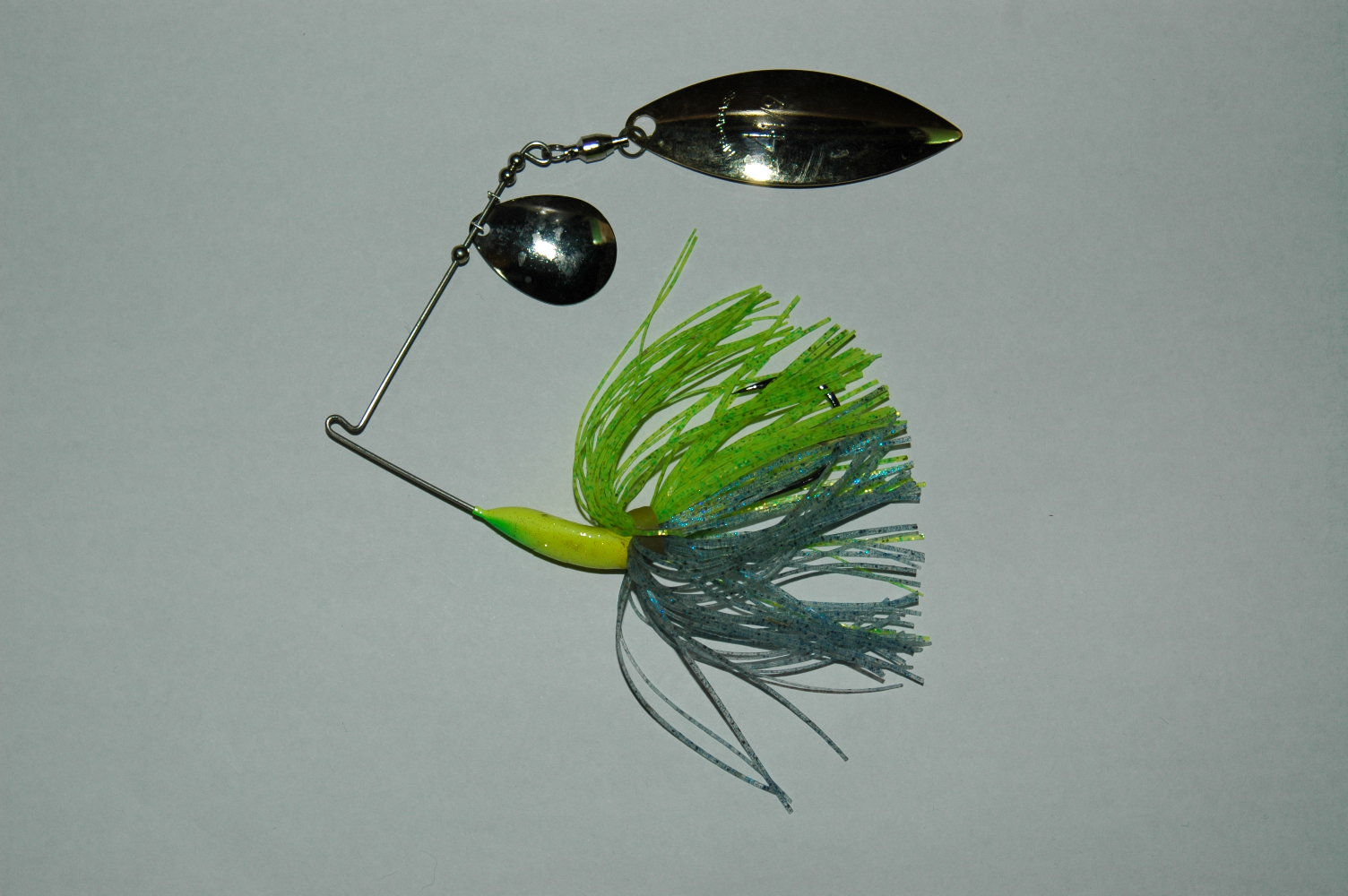
スピナーベイト
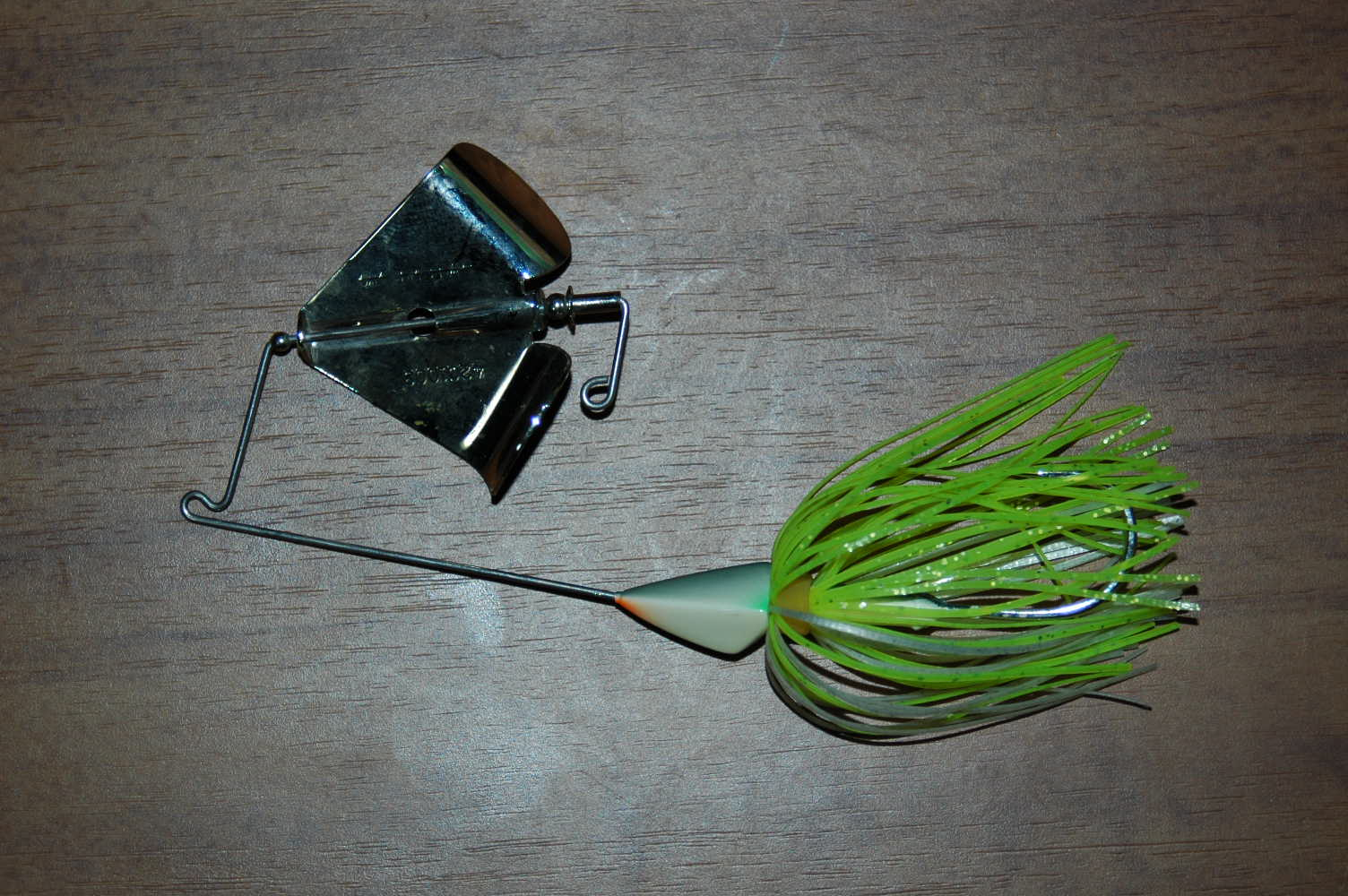
バズベイト
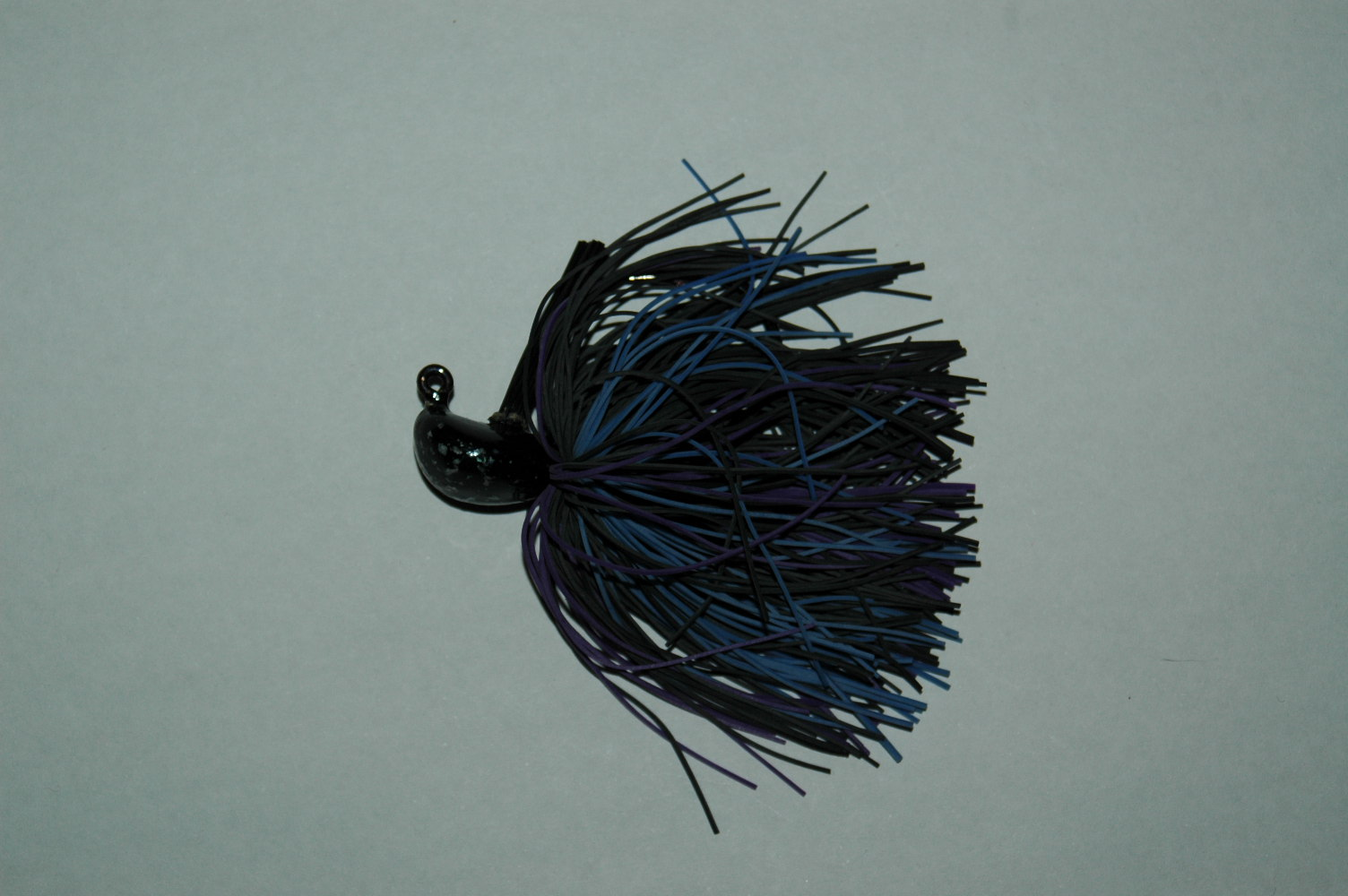
ラバージグ
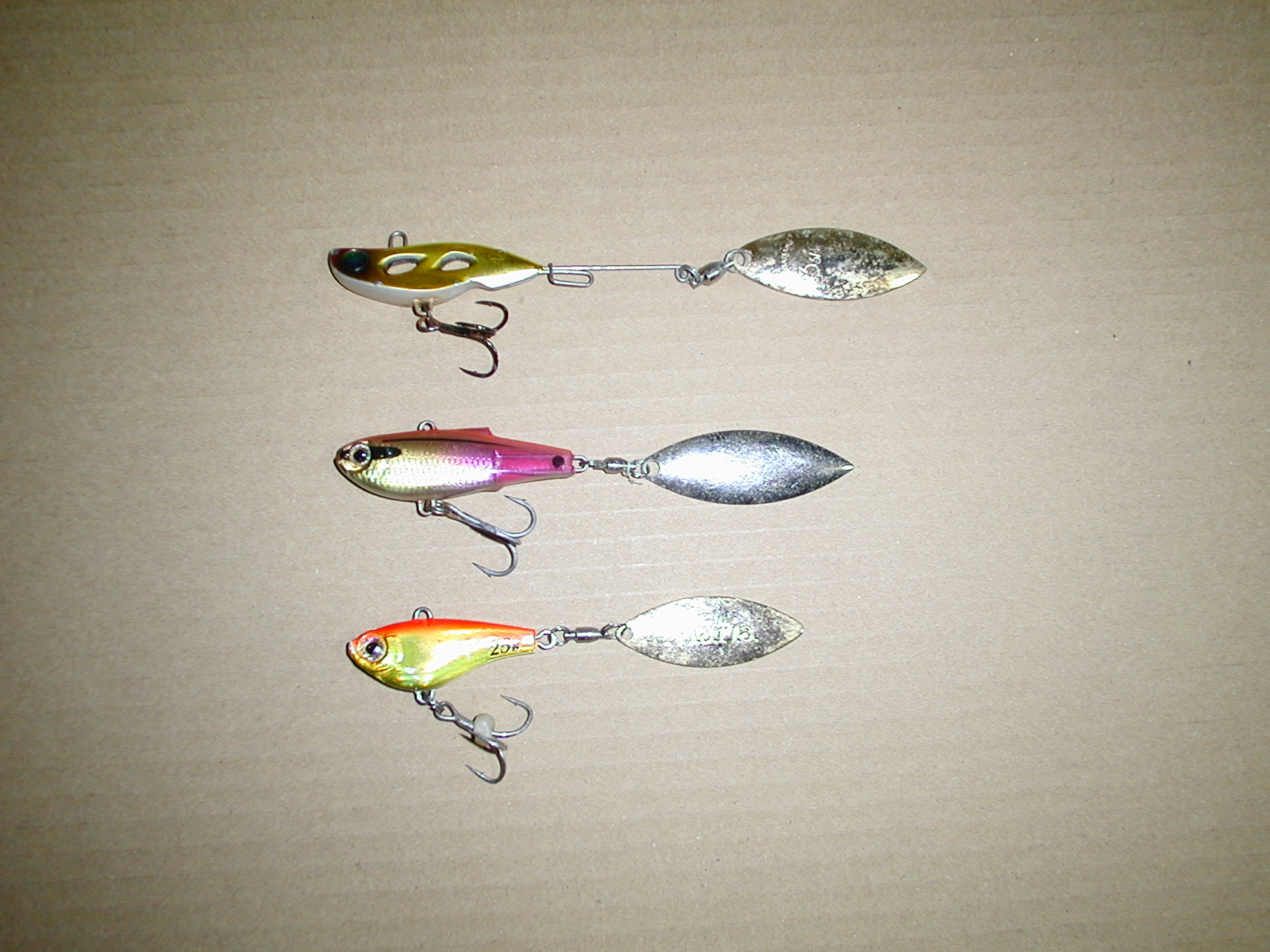
スピンテールジグ

### 漁具から発展した物

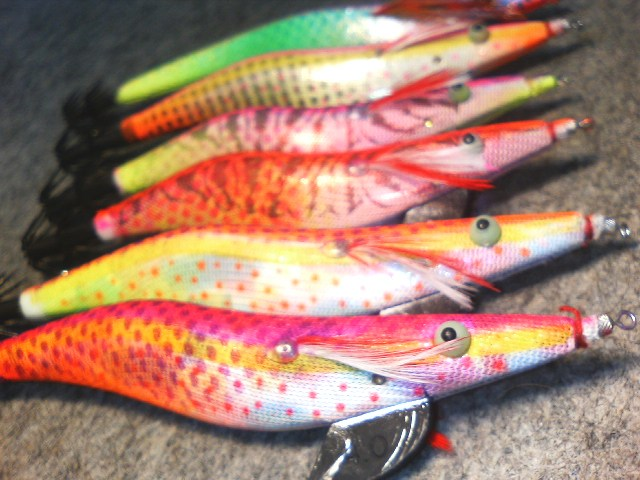
エギ

漁具をルアーにアレンジしたものを本項に記載する。
餌木
イカ漁で使われる漁具から発展した日本独自のルアー。詳細はエギング#餌木（エギ）を参照。
スッテ
イカ漁で使われる漁具から発展したもので棒状の鉛やプラスティック等の先端に針を付けたものや餌木のようなものなどバリエーションに富んでいる。
鯛鏑(カブラ)
マダイ漁で使われる漁具から発展したもので、鯛ラバの名称で知られる。錘にシリコンラバーとネクタイを付けたもの。落とし込み用の他に投げ釣り用も開発されている。
インチク
山陰・丹後地方のマダイ漁で使われる漁具から発展したもので、メタルジグのような錘にタコベイトを付けたもの。落とし込み用の他に投げ釣り用も開発されている。
- エギ

## ソフトルアー
ソフトベイト (Soft plastic bait)、ワーム (Plastic worm) とも呼ばれる。合成樹脂やラバーでできた柔らかいルアーの総称。専用の針に絡め、リグ（下記参照）と呼ばれる仕掛けを作って使用する。

### ワーム類
ストレートワーム
テールと呼ばれる、ワームが泳ぐなどの動作をすると振動し、魚に対してのアピールをする部位が全く、若しくはほとんどないシンプルな形状のルアーのこと。そのシンプルさゆえに、ロッドアクション（釣り竿を上下左右に動かすことで、ルアーに動きをつけて魚にアピールすること）などによって、ミミズを模したような使い方だけでなく、小魚のように水中を泳がせるような動きができるなど、応用の幅が広い。
スティックベイト
グラブ
イモムシのような太目の本体の尻に、薄く渦を巻いたテールと呼ばれるものをつけたワーム。水中で動かすとテールがピロピロと振動し、魚に対し視覚的に訴えかける。
リザード
パドルテール
本体はグラブに近いが、テールがオールのような形をしており、ハサミを振り上げたザリガニなど、甲殻類を模した動きができるワームである。
ピンテール
クローワーム
エビやザリガニ、カニなどを再現した形状のワーム。

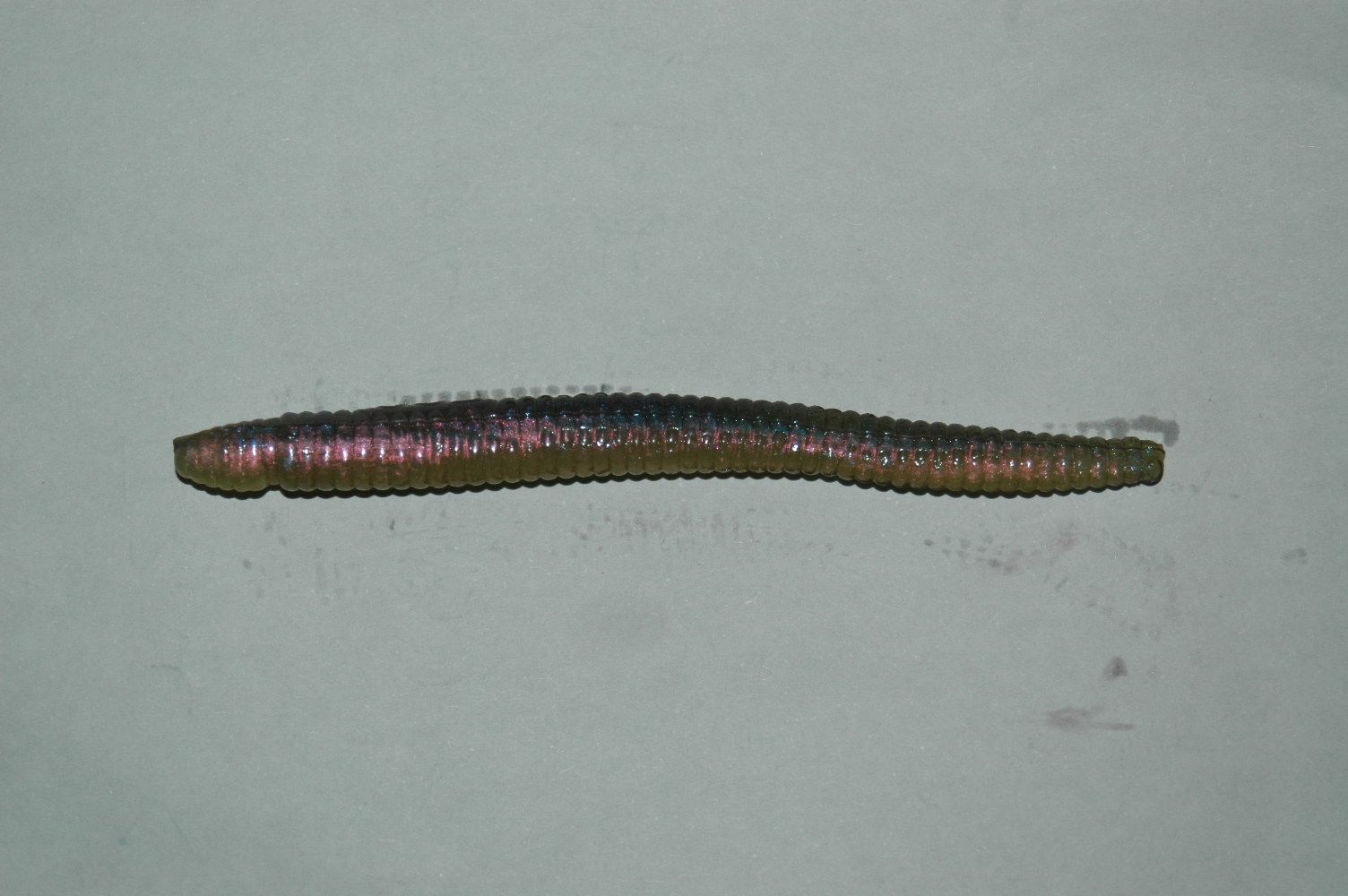
ストレートワーム
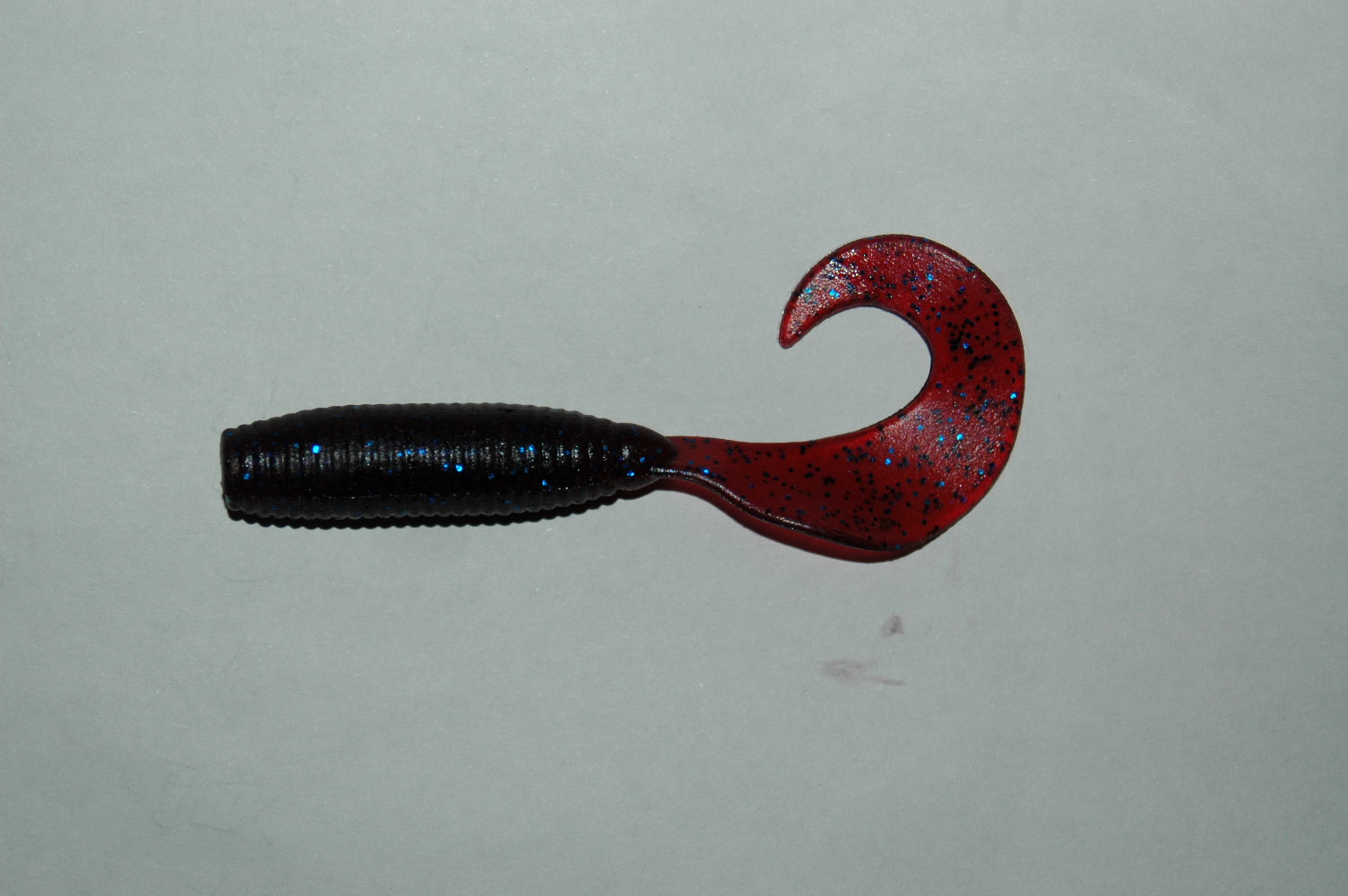
グラブ
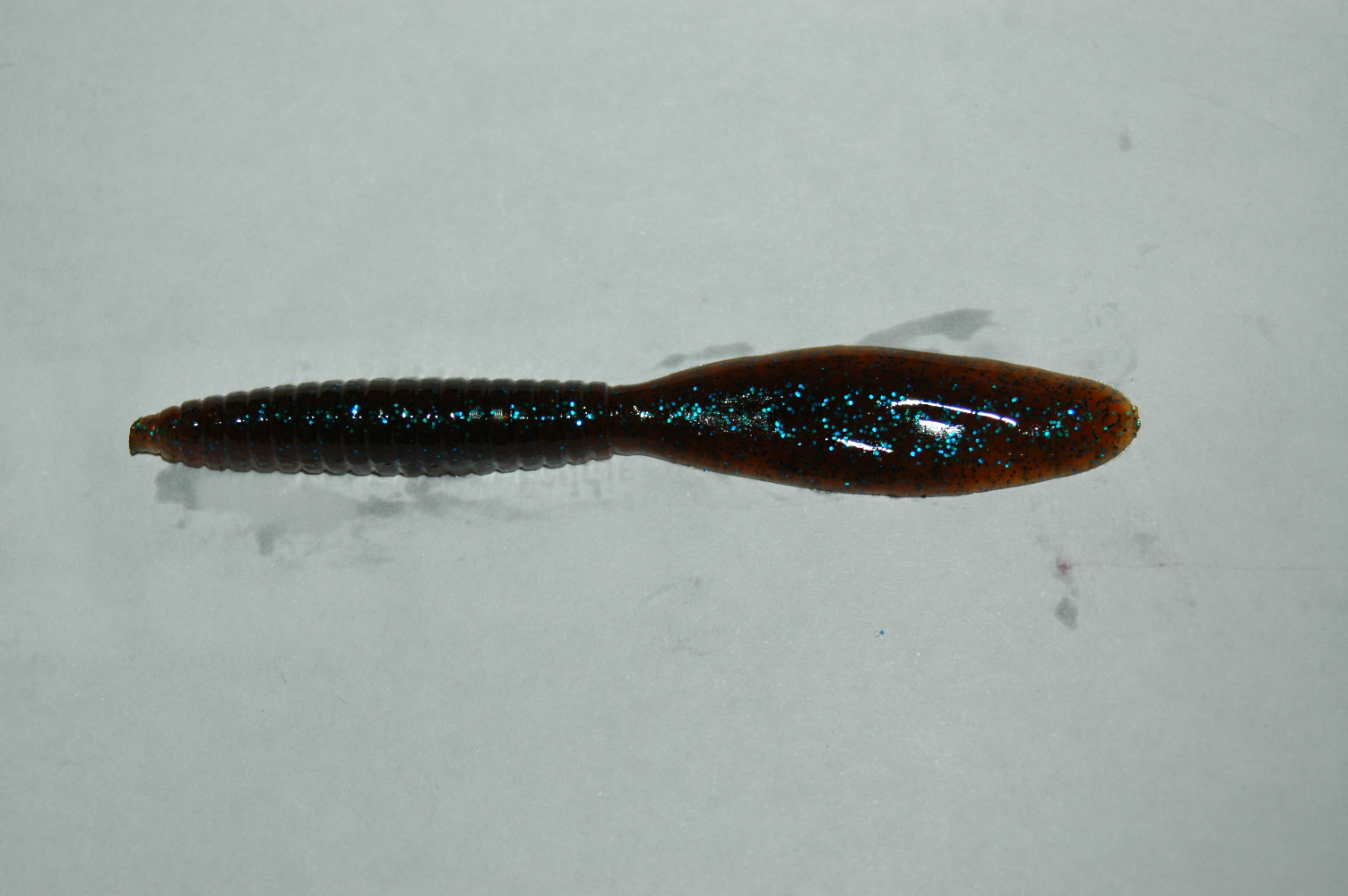
パドルテール
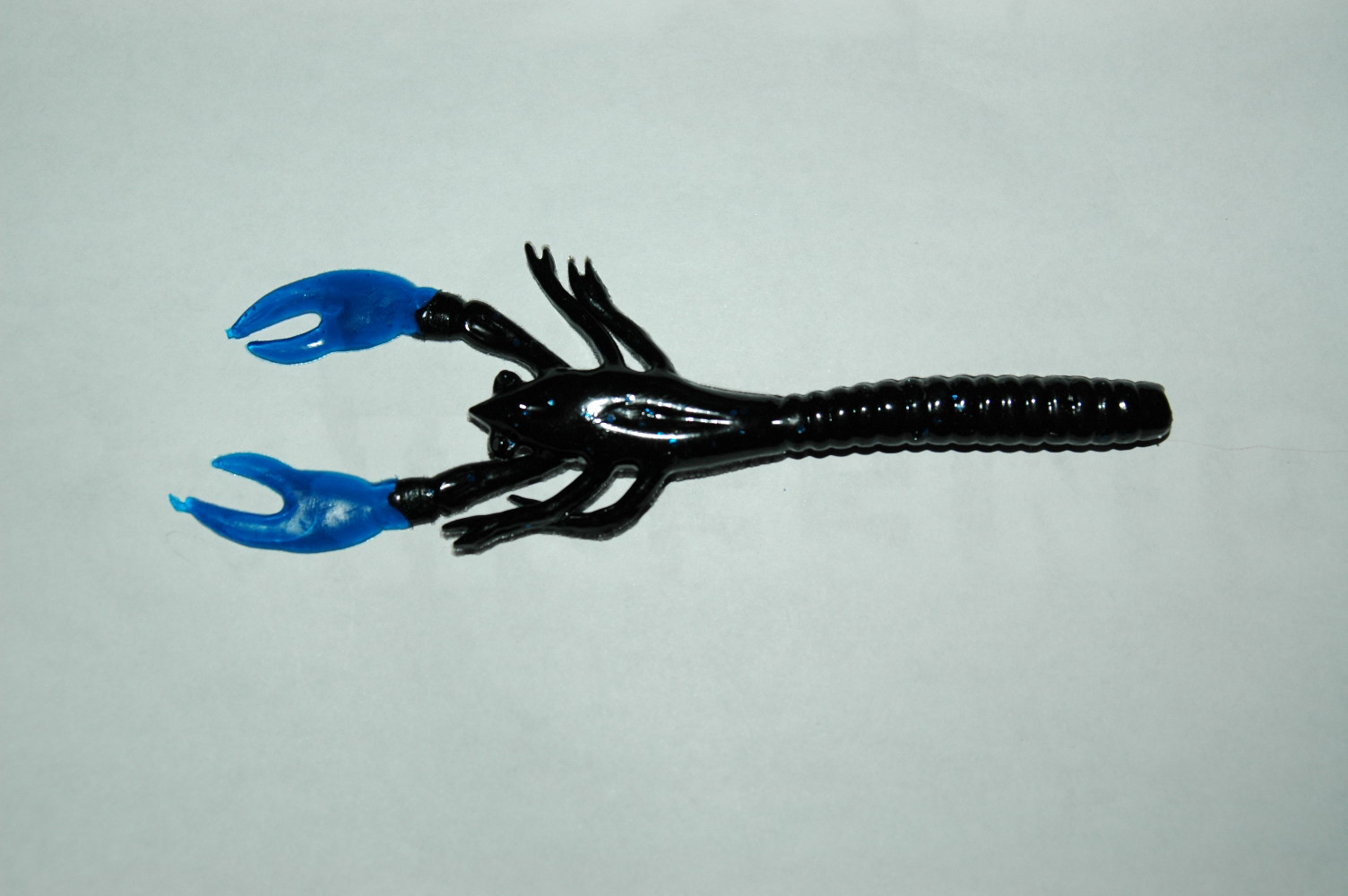
クローワーム

### スイムベイト類
シャッドテール
リッジテール（ハドルテール）
ブーツテール
スイムベイト

### 虫系
またカエルや虫に似たような浮くエラストマー素材のワームもある。

### 餌の代替としてのソフトルアー
バークレイのガルプやエコギアのアクアのような餌の成分を配合したソフトルアーや、ポークなどのように餌の要素を持ち合わせた餌とルアーのハイブリッド型の物も存在する。餌の要素を含むため純粋なルアーとは呼べないが、本項に記す。
メリットとしては、餌の要素が含まれているため普通のワームより食いが良いとされ、餌に比べ保存が効き、環境にもやさしい。デメリットとしては、餌の要素を含むため、使用しないときは保存液に浸しておく必要がある。
エコギアアクアの製作者である田辺哲男は、「アクアはルアーか餌かと言われれば餌。ルアーはルアーで一線引いたところで残って欲しい。」「アクアはどうしても釣れない時に使って欲しい。」と語っている。

## ソフトベイトを用いた仕掛け（リグ）について

### リグ
リグ (Rig) とはワームを使うための仕掛けのこと。基本的にシンカー（錘）の位置で名前が変わり、攻め方が変わる。針の付けかたや種類、シンカーの形や位置等により釣り人の数だけリグが存在する、と言っても過言ではなく、オリジナルのリグを研究する釣り人も少なくない。以下は考案された順番に並べてあるので、リグの発展が見てわかるはずである。リグとは釣りの仕掛け全般を指す言葉なので、餌釣りの仕掛けもリグである。ワームとシンカーと針がすべてついているルアー（ジグヘッド＋ソフトルアー）は、ジグ (Jig) と呼ばれる。例えば野鯉釣りに使われる仕掛けは、Chod rigと呼ばれる仕掛けがあり餌は練り餌やミミズが基本。
ノーシンカーリグ
針とワームだけのシンプルなリグ。浅いところや、ゆっくりした動き、ワーム本来の動きを生かせるリグといえる。
ワッキーリグ
近年使用される頻度が高いとされるリグ。ワッキーとは日本語で「変わった」という意味でその名の示すとおり、他のリグとは少し変わっており、通常、ワームに針を付けるときは先端部分につけるが、ワッキーリグの場合、ワームの中央部に針を取り付ける。水底まで沈めずに中層を狙うことが多く、一般的にはシンカーは使用しないことが多いが、シンカーの活用により様々なバリエーションがある。
ドロップショットリグ
ワームの元祖、クリームワーム登場期からある古いリグで、元々えさ釣りの胴付仕掛けの延長上として考案された。また、アメリカのトーナメントでは、枝針が禁止になっていた為現在の形となった。日本では、村上晴彦によって紹介され、「この仕掛けで釣りをすると常に吉と出る。」との理由で常吉と名づけられた。現在ではアンダーショットリグ、ダウンショットリグなどとも呼ばれる。ワームを小刻みに揺らしながら一定の場所に留めておく事ができ、じっくり攻める冬季の釣りや、プレッシャーの高いレイクなどに強い。
テキサスリグ
根掛りの多い場所で多用する為に、すり抜けの良い銃弾型のシンカー（バレットシンカー）を針を結ぶ前にラインに通す方法をとるリグ。フロリダなどでよく見られる水草が生い茂っている場所で使用するために、ワームとシンカーを固定したフロリダリグ、カリフォルニアのドン・アイビーノがブラスシンカーの後ろにビーズをはさみ、音でアピールするドゥードゥリングなどもある。
キャロライナリグ
比較的水の綺麗な所で使用する為に考案されたリグで、シンカーの後ろにスイベルなどをはさみ、数cm〜数10cm程度リーダー（えさ釣りで言うところのハリス）を付けて、シンカーとワームの場所を放して使う。比較的重いシンカーを使うことが多く、深い場所狙う時に使う。日本では、非常に軽いシンカーを用いたり、下記されているスプリットショットリグなどの影響から、重いシンカーを使う時は「ヘヴィーキャロライナ」、軽いシンカーを使うときは「ライトキャロライナ」と区別されている。ヘヴィキャロと略して呼ばれることも多い。
スプリットショットリグ
ライトキャロライナリグから発展したリグで、 プロ釣り師で大手釣具メーカーのフィールドテスターでもある村田基が、軽いシンカーを使うときスイベルやリーダーなどを付けるよりガン玉を用いた方が手間がかからない、との理由で考案されたリグである。使用法としては、基本的にキャロライナリグと同じで数cm〜数10cmワームから離した所にガン玉を打つ。どちらかと言うとフォール中に食わせる釣りである。
ジグヘッドリグ
針に元からシンカーがついているもの。ワームをスイミングさせるときに使用する。手軽で初心者にも使いやすいが、根がかりの可能性が高く、敬遠される場合もある。シンカーの形状やフックの形等で数多くのタイプが存在する。
ネコリグ
ワッキーリグの派生。ワームの先端に細長いおもりを仕込んだもの。アクションは小魚が底にある餌をついばんでるような動きになる。
フリーリグ
ロックフィッシュやバスフィッシングで違和感を与えずに食わせるリグとして、威力を発揮しているフリーリグ。ボトム系の新リグとして人気。フリーリグはもともと韓国のバストーナメントにおいて高い実績を上げていたリグ。日本のバスフィッシングシーンにおいてもボトム攻略やカバー攻略で高い実釣力を発揮し、専用シンカーが発売されるなど、昨今熱い視線を集めている。また、バスフィッシングのみならず、ロックフィッシュを対象とした釣りにおいても非常に有効なリグとして注目され、双方で広がりを見せている。フォール時にワームとシンカーが離れることで、ナチュラルに誘うことができる。細身のシンカーは素早くボトムをとらえ、また、すり抜けがよいため根がかりしにくいという特徴がある。
アラバマリグ
バス釣りの本場・アメリカが発祥の新しいリグ。ヘッド部分から複数のワイヤーが伸び、その先にフック+ワームを取り付けてキャストできる。リトリーブにより、小魚の群れが一定の層を横方向に泳ぐ様を表現できる。ヘッド部分にブレードが装備されているタイプもある。ブレードの回転によってフラッシング効果が発生し、広範囲から魚を集めるのに適している。

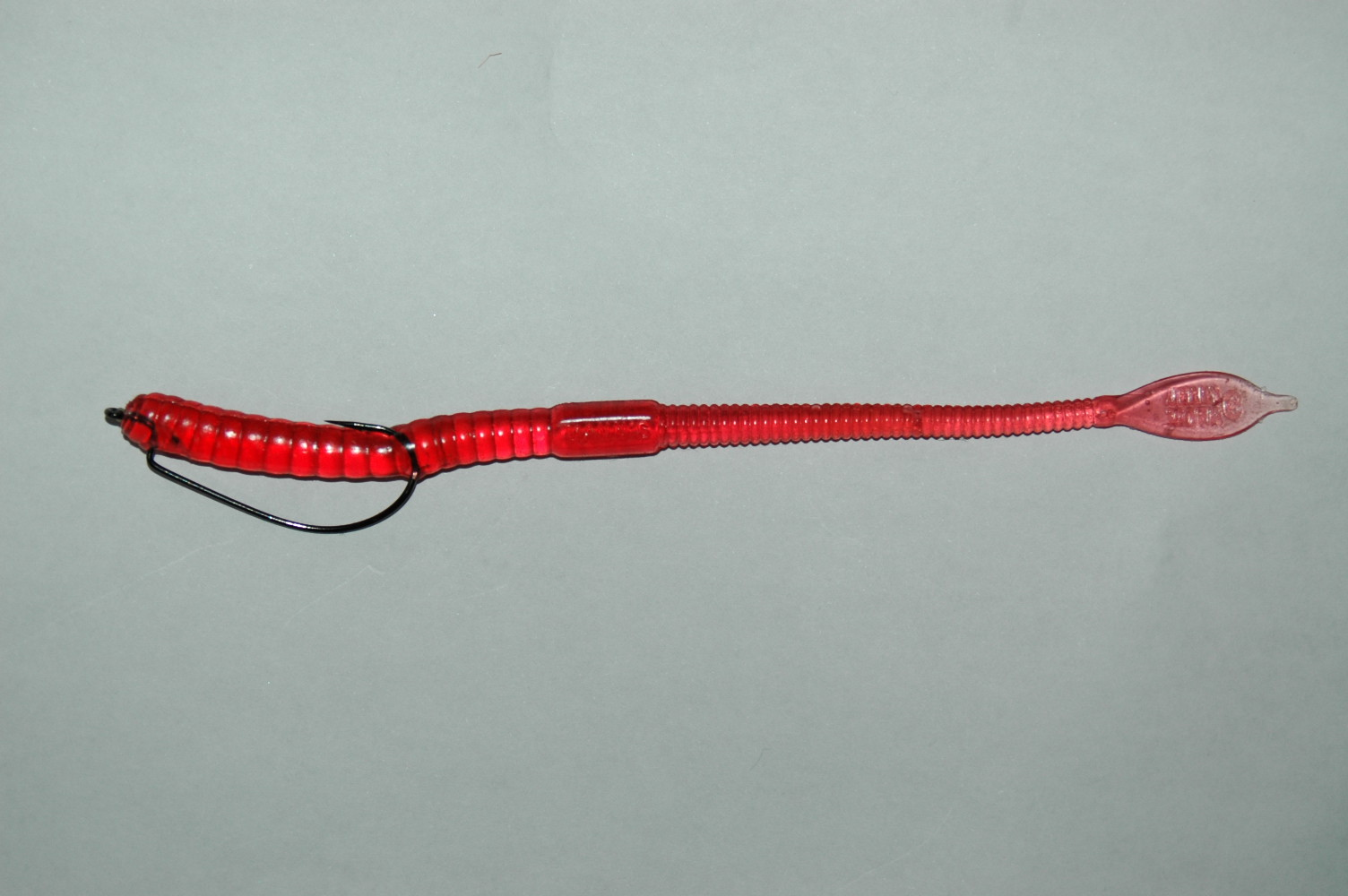
ノーシンカーリグ
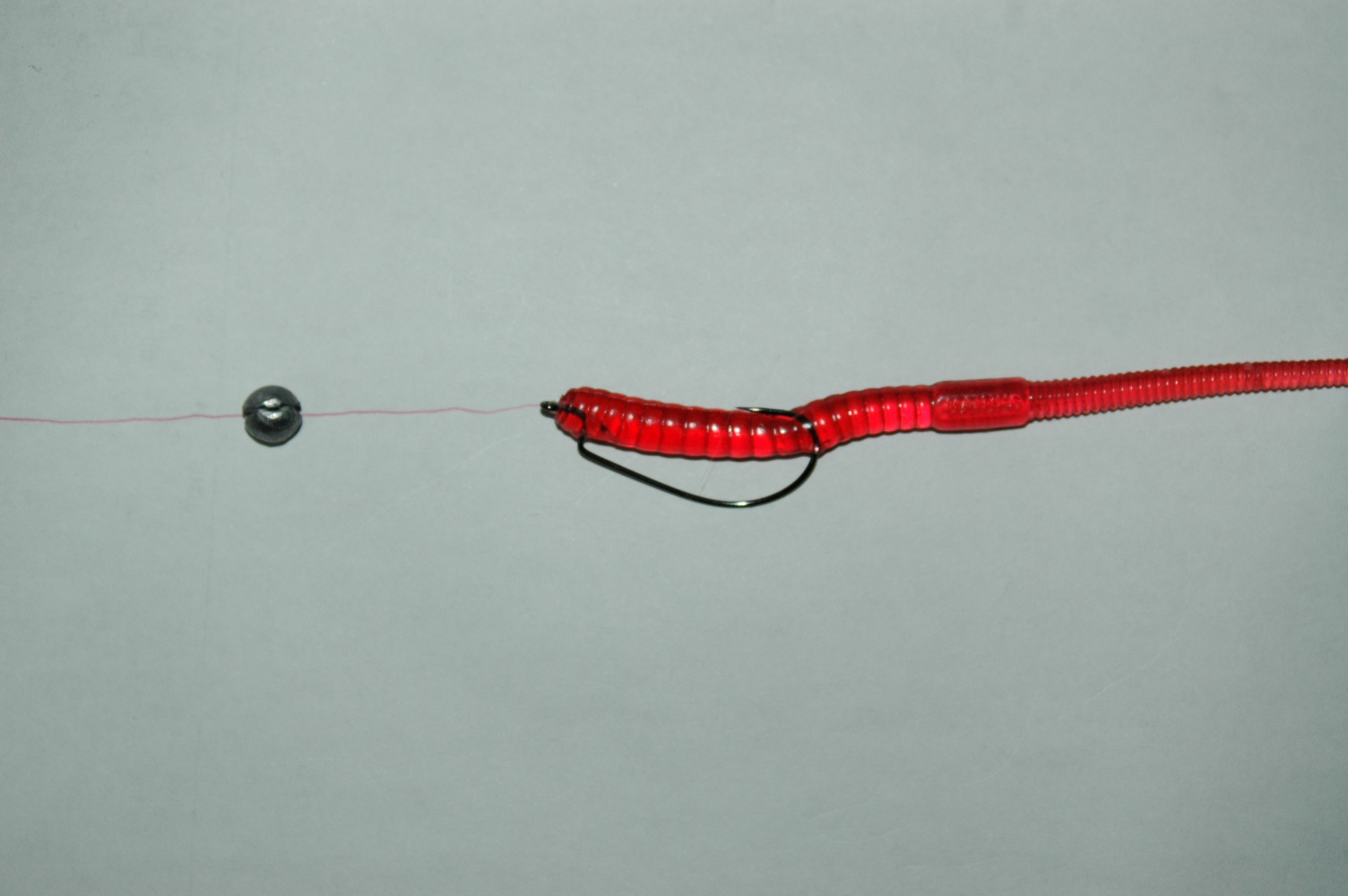
スプリットショットリグ
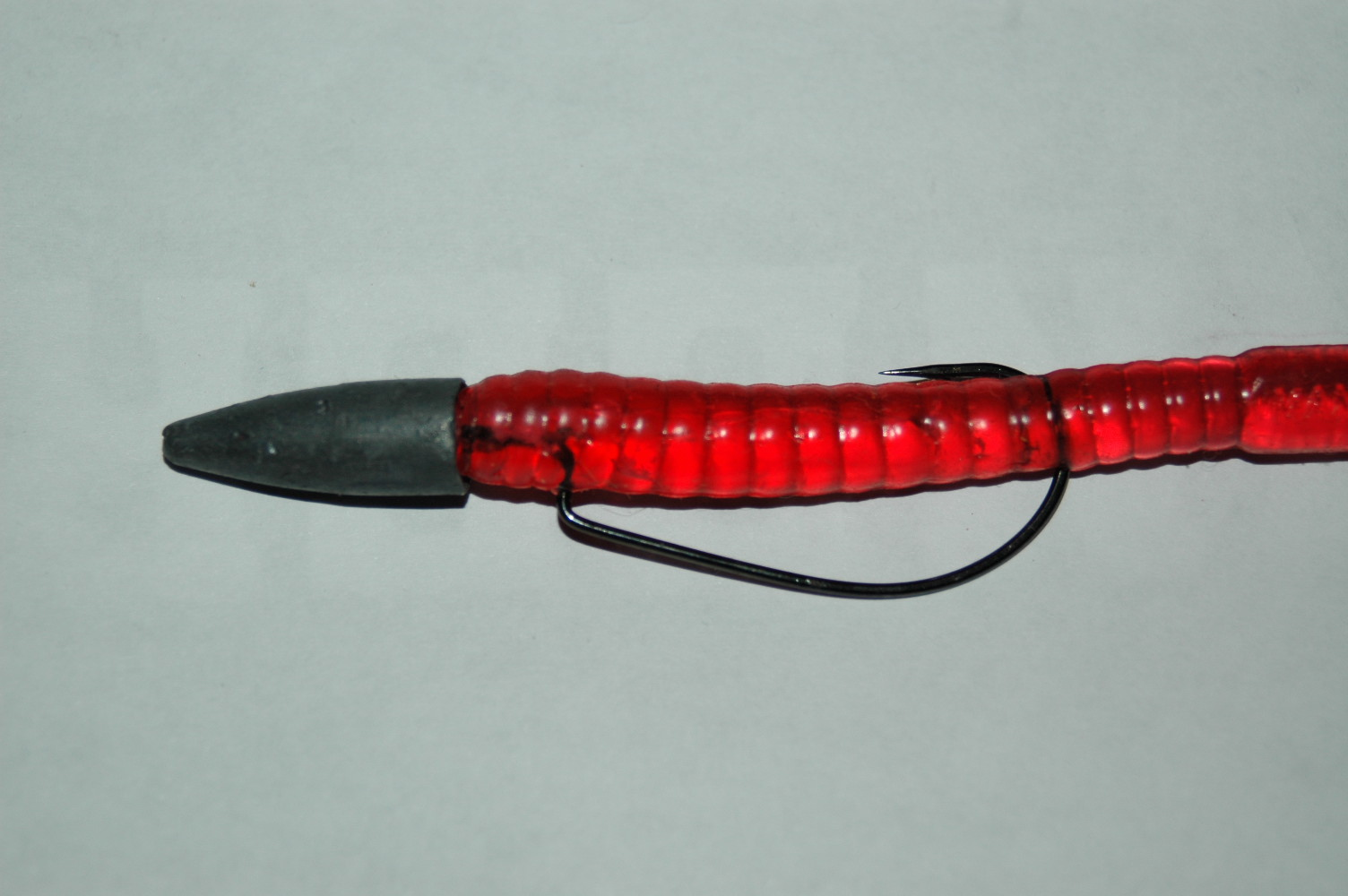
テキサスリグ
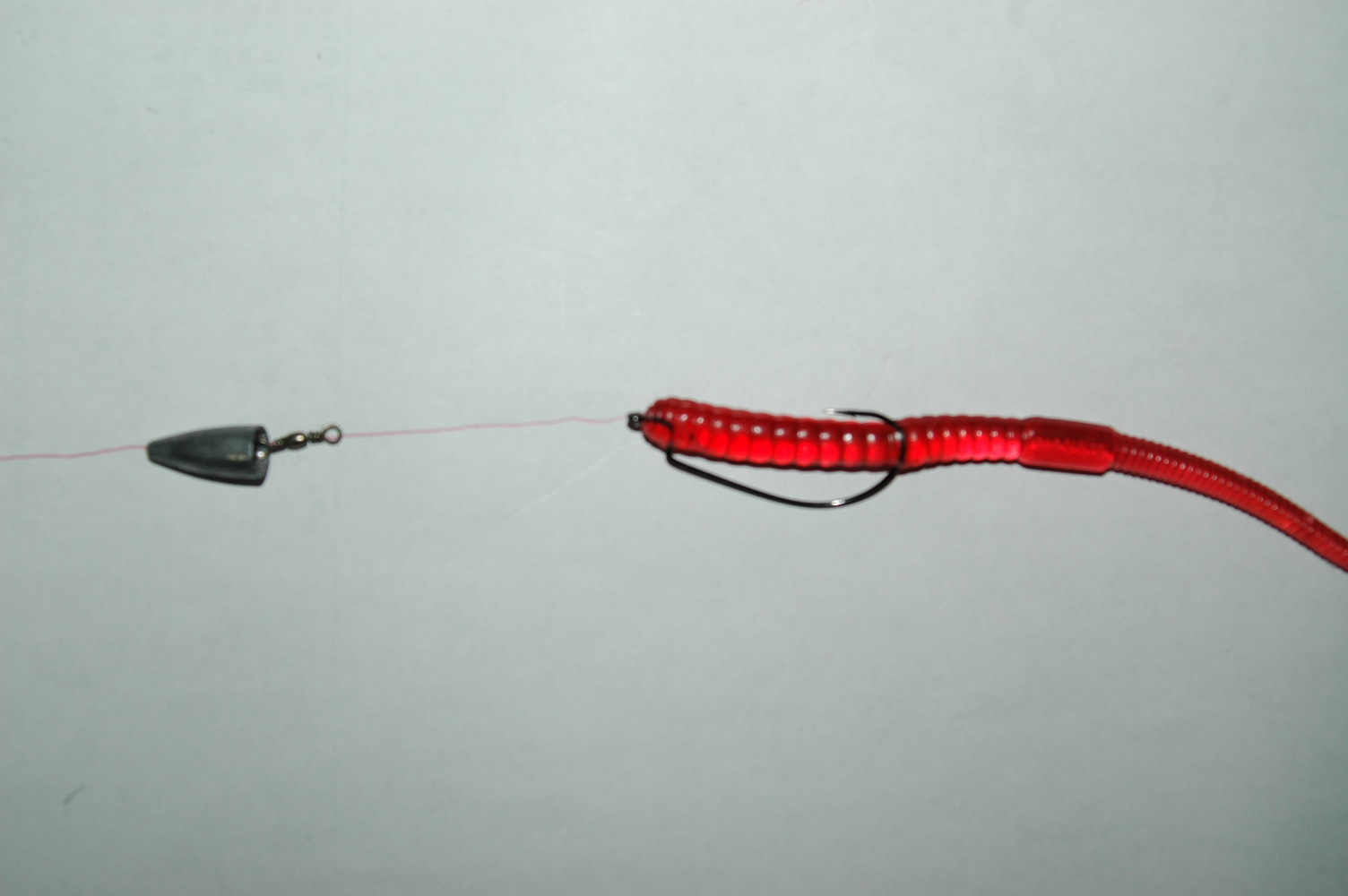
キャロライナリグ
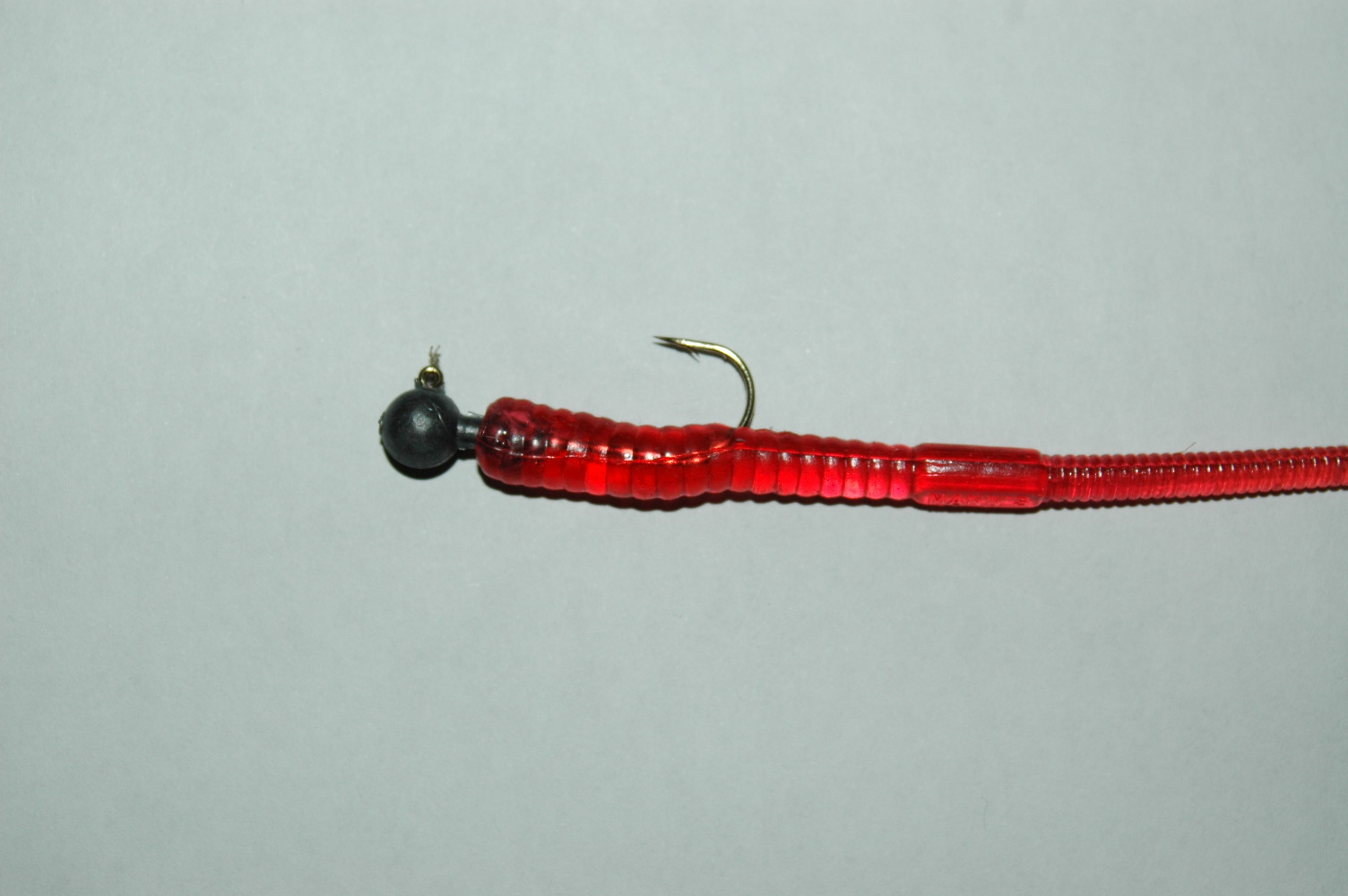
ジグヘッドリグ
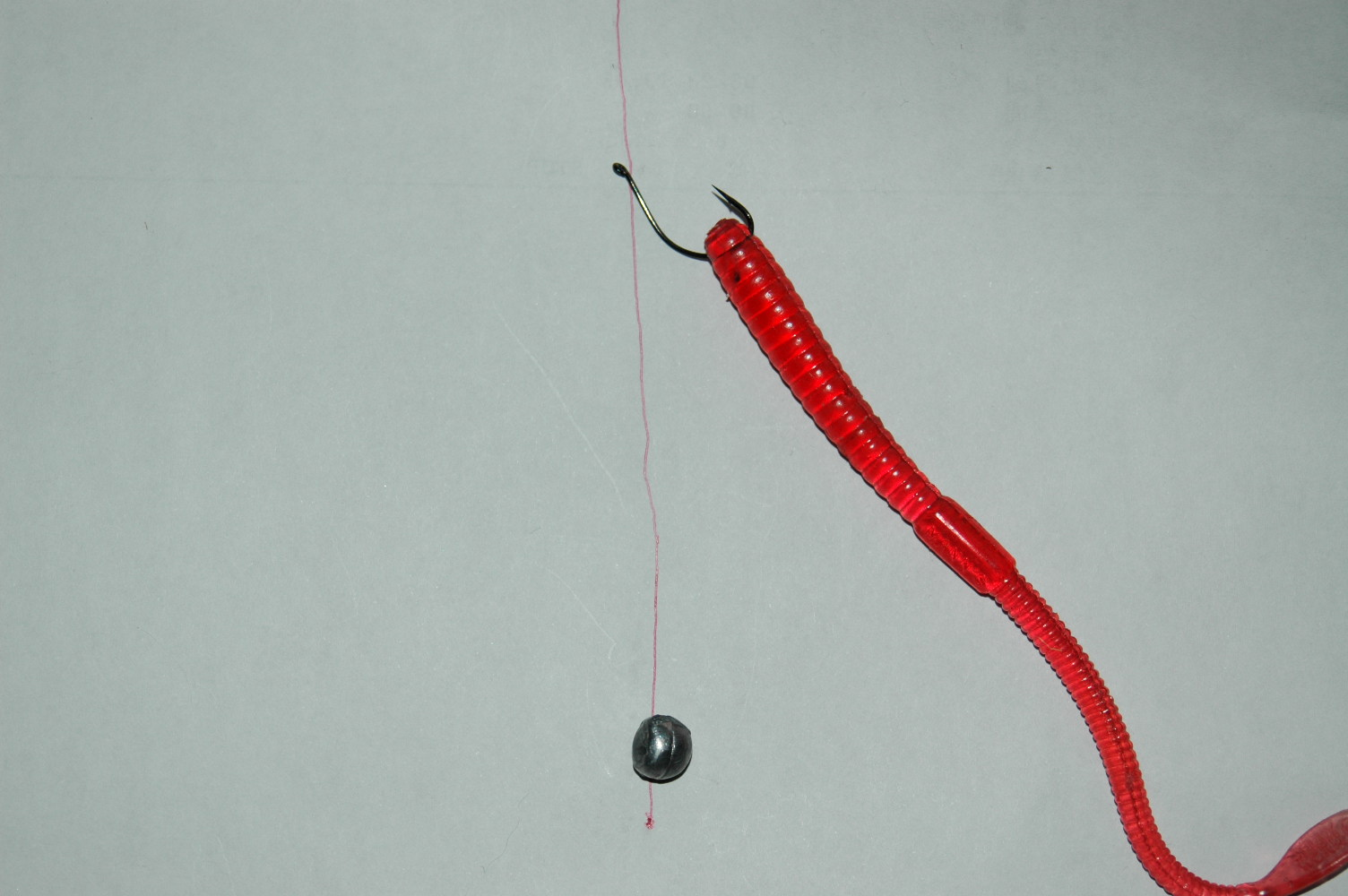
ドロップショットリグ

## その他の事項

### ハンドメイドルアー
ルアーには、自分で作る（ハンドメイド）ルアーが存在し、バルサを削ってルアーの形にし、ワイヤーをいれて針を付けるバルサミノーなど、完全な自作のものや、ラバージグなどの、ジグヘッドにスカート（シリコンゴム）をまく、市販のものを改造するものがある。また、ハンドメイドルアーは、浮き角や動きを自分で調整できるという利点がある。

### 環境問題
環境破壊の原因の一つとして、ワームなどの仕掛けが釣り場に捨てられ、そのまま放置されることなどが挙げられる。ワームは、ハードルアーに比べて単価が安いため、粗雑に扱われやすく、加えて軟らかいため使用中にちぎれたり、魚が飲み込んでしまったり、劣化した物をその場に捨てていく釣り人もいる。また、使わなくなった仕掛けなどが捨てられ、それを海鳥が誤飲したり、マイクロプラスチックとなって、魚などの水生生物に対する健康被害を生んでいる。特に混雑する釣り場においては、残留するワームなどの、放置されたゴミがかなりの量になる。
ワームの素材は、主にPVC（ポリ塩化ビニル）に可塑剤を添加してゼリーのように柔らかく成型をしているが、この可塑剤が環境ホルモンとして生息する魚類その他生物に悪影響を与える可能性があり問題となっている。
現在は上記問題をクリアした可塑剤を使用した製品や生分解性プラスチックの製品に移行しつつあるが、釣り場に残留する問題は解決しておらず、河口湖や芦ノ湖のように、ワーム使用禁止の釣り場も増えているのみならず、釣り自体禁止にされてしまう場合もある。